# Élections à Rennes
Cet article recense les résultats de l'ensemble des votes, élections et référendums ayant eu lieu dans la commune de Rennes (Ille-et-Vilaine).

## Élections municipales

### Élection municipale de 2020
Le premier tour de scrutin a eu lieu le 15 mars 2020 dans un contexte particulier, lié à la pandémie de Covid-19. Prévu initialement le 22 mars, le second tour est fixé au 28 juin 2020.
|                                                                          |                          |                          |              |              |             |             |        |        |  |
| Tête de liste                                                            | Tête de liste            | Liste                    | Premier tour | Premier tour | Second tour | Second tour | Sièges | Sièges |  |
| Tête de liste                                                            | Tête de liste            | Liste                    | Voix         | %            | Voix        | %           | CM     | RM     |  |
|                                                                          | Nathalie Appéré          | PS-PCF-G·s-MR-PP         | 14 840       | 32,77        | 23 352      | 65,35       | 51     | 41     |  |
| Pour Rennes avec Nathalie Appéré                                         |                          |                          | 14 840       | 32,77        | 23 352      | 65,35       | 51     | 41     |  |
|                                                                          | Matthieu Theurier        | EELV-UDB-ND              | 11 487       | 25,37        | 23 352      | 65,35       | 51     | 41     |  |
| Choisir l'écologie pour Rennes - Une ville solidaire, verte et citoyenne |                          |                          | 11 487       | 25,37        | 23 352      | 65,35       | 51     | 41     |  |
|                                                                          | Carole Gandon            | LREM-UDI                 | 6 470        | 14,29        | 6 251       | 17,49       | 5      | 4      |  |
| Révéler Rennes                                                           |                          |                          | 6 470        | 14,29        | 6 251       | 17,49       | 5      | 4      |  |
|                                                                          | Charles Compagnon        | DVD-LR-MoDem-PB          | 5 528        | 12,21        | 6 130       | 17,15       | 5      | 4      |  |
| Charles Compagnon 2020 - Libres d'agir pour Rennes                       |                          |                          | 5 528        | 12,21        | 6 130       | 17,15       | 5      | 4      |  |
|                                                                          | Enora Le Pape            | LFI                      | 3 413        | 7,53         |             |             |        |        |  |
| Rennes en commun                                                         |                          |                          | 3 413        | 7,53         |             |             |        |        |  |
|                                                                          | Émeric Salmon            | RN                       | 1 904        | 4,20         |             |             |        |        |  |
| Rassemblement pour Rennes                                                |                          |                          | 1 904        | 4,20         |             |             |        |        |  |
|                                                                          | Frank Darcel             | Breizh Europa            | 871          | 1,92         |             |             |        |        |  |
| Rennes Bretagne Europe                                                   |                          |                          | 871          | 1,92         |             |             |        |        |  |
|                                                                          | Valérie Hamon            | LO                       | 480          | 1,06         |             |             |        |        |  |
| Lutte ouvrière-Faire entendre le camp des travailleurs                   |                          |                          | 480          | 1,06         |             |             |        |        |  |
|                                                                          | Pierre Priet             | POID                     | 281          | 0,62         |             |             |        |        |  |
| Rennes 100 % public                                                      |                          |                          | 281          | 0,62         |             |             |        |        |  |
|                                                                          |                          |                          |              |              |             |             |        |        |  |
| Votes valides                                                            | Votes valides            | Votes valides            | 45 274       | 98,07        | 35 733      | 96,73       |        |        |  |
| Votes blancs                                                             | Votes blancs             | Votes blancs             | 292          | 0,63         | 725         | 1,96        |        |        |  |
| Votes nuls                                                               | Votes nuls               | Votes nuls               | 601          | 1,30         | 482         | 1,30        |        |        |  |
| Total                                                                    | Total                    | Total                    | 46 167       | 100,00       | 35 733      | 100,00      | 61     | 49     |  |
| Abstention                                                               | Abstention               | Abstention               | 70 294       | 60,36        | 79 670      | 68,32       |        |        |  |
| Inscrits / participation                                                 | Inscrits / participation | Inscrits / participation | 116 461      | 39,64        | 116 610     | 30,64       |        |        |  |

Conseillers municipaux élus
Pour Rennes (Union de la gauche et des écologistes, majorité) : Nathalie Appéré (PS) - Matthieu Theurier (EELV) - Flavie Boukhenoufa - David Travers - Priscilla Zamord (ECO) - Sébastien Sémeril (PS) - Lénaïc Brièro (PS) - Laurent Hamon (EELV) - Gaëlle Rougier (EELV) - Yannick Nadesan (PCF) - Rozenn Andro (G·s) - Xavier Desmots (ECO) - Valérie Faucheux (ECO) - Marc Hervé (PS) - Isabelle Pellerin (PS) - Jean-François Monnier (UDB) - Nadège Noisette (EELV) - Cyrille Morel (G·s) - Iris Bouchonnet (PCF) - Jean-Marie Goater (EELV) - Marion Deniaud (ECO) - Honoré Puil (MR) - Selene Tonon - Didier Le Bougeant (PS) - Valérie Binard - Didier Chapellon (EELV) - Cécile Papillion (ECO) - Daniel Guillotin (PS) - Béatrice Hakni-Robin (PS) - Benoît Careil (EELV) - Lucile Koch-Schlund (EELV) - Tristan Lahais (G·s) - Emmanuelle Rousset (PS) - Jacques Pinchard (ND) - Montserrat Casacuberta Palmada (UDB) - Christophe Fouillère (PS) - Gwendoline Affilé (G·s) - Mathieu Jeanvrain (ECO) - Anabel Marie (PS) - Arnaud Stephan (PCF) - Annick Béchet (EELV) - Frédéric Bourcier (PS) - Geneviève Letourneux (PS) - Philippe Boudes (ECO) - Cégolène Frisque (ECO) - Ludovic Brossard (ECO) - Muriel Condolf-Férec (PS) - Pierre Jannin - Catherine Phalippou (EELV) - Olivier Roullier (G·s) - Claire Lemeilleur (PCF).
Révéler Rennes (Union du centre, opposition): Carole Gandon (LREM) - Jean-Émile Gombert (Breizh Lab) - Sandrine Caroff-Urfer (LREM) - Antoine Cressard (Centriste) - Olivier Dulucq (LREM, remplaçant d'Hind Saoud).
Libres d'agir pour Rennes (Union de la droite et du centre, opposition): Charles Compagnon (DVD) - Zahra Id Ahmed - Nicolas Boucher (MoDem) - Anaïs Jéhanno (LR) - Loïck Le Brun (Centriste).

### Élection municipale de 2014
|                                                                                            |                   |                          |              |              |             |             |        |        |  |
| Tête de liste                                                                              | Tête de liste     | Liste                    | Premier tour | Premier tour | Second tour | Second tour | Sièges | Sièges |  |
| Tête de liste                                                                              | Tête de liste     | Liste                    | Voix         | %            | Voix        | %           | CM     | CC     |  |
|                                                                                            | Nathalie Appéré   | PS-PCF-UDB-PRG           | 21 030       | 35,57        | 32 851      | 55,83       | 48     | 37     |  |
| Rennes créative et solidaire                                                               |                   |                          | 21 030       | 35,57        | 32 851      | 55,83       | 48     | 37     |  |
|                                                                                            | Bruno Chavanat    | UDI-UMP-MoDem-PCD-PB     | 17 810       | 30,12        | 25 990      | 44,16       | 13     | 11     |  |
| Osons Rennes                                                                               |                   |                          | 17 810       | 30,12        | 25 990      | 44,16       | 13     | 11     |  |
|                                                                                            | Matthieu Theurier | EELV-PG-Ensemble         | 8 923        | 15,09        |             |             |        |        |  |
| Changez la ville ! Rennes citoyenne, de gauche et écologiste                               |                   |                          | 8 923        | 15,09        |             |             |        |        |  |
|                                                                                            | Gérard de Mellon  | FN                       | 4 949        | 8,37         |             |             |        |        |  |
| Rennes Bleu Marine                                                                         |                   |                          | 4 949        | 8,37         |             |             |        |        |  |
|                                                                                            | Caroline Ollivro  | RBE                      | 2 261        | 3,82         |             |             |        |        |  |
| Rennes Bretagne Europe                                                                     |                   |                          | 2 261        | 3,82         |             |             |        |        |  |
|                                                                                            | Rémy Lescure      | MoDem diss.-Parti Pirate | 2 013        | 3,40         |             |             |        |        |  |
| Rennes Alternative                                                                         |                   |                          | 2 013        | 3,40         |             |             |        |        |  |
|                                                                                            | Valérie Hamon     | LO                       | 997          | 1,68         |             |             |        |        |  |
| Lutte Ouvrière - Faire entendre le camp des travailleurs                                   |                   |                          | 997          | 1,68         |             |             |        |        |  |
|                                                                                            | Alexandre Noury   | S&P                      | 571          | 0,96         |             |             |        |        |  |
| Solidarité et progrès                                                                      |                   |                          | 571          | 0,96         |             |             |        |        |  |
|                                                                                            | Pierre Priet      | POI                      | 568          | 0,96         |             |             |        |        |  |
| Pour les services publics, démocratie communale, laïcité, droit ouvrier, rupture avec l'ue |                   |                          | 568          | 0,96         |             |             |        |        |  |
|                                                                                            |                   |                          |              |              |             |             |        |        |  |
| Inscrits                                                                                   | Inscrits          | Inscrits                 | 115 494      | 100,00       | 115 494     | 100,00      |        |        |  |
| Abstentions                                                                                | Abstentions       | Abstentions              | 54 470       | 47,16        | 53 825      | 46,60       |        |        |  |
| Votants                                                                                    | Votants           | Votants                  | 61 024       | 52,84        | 61 669      | 53,40       |        |        |  |
| Blancs et nuls                                                                             | Blancs et nuls    | Blancs et nuls           | 1 902        | 3,12         | 2 828       | 4,59        |        |        |  |
| Exprimés                                                                                   | Exprimés          | Exprimés                 | 59 122       | 96,88        | 58 841      | 95,41       |        |        |  |

Conseillers municipaux élus
Rennes créative et solidaire (Union de la gauche) : Nathalie Appéré (PS) - Matthieu Theurier (EELV) - Gaëlle Andro (PS) - Sébastien Sémeril (PS) - Isabelle Pellerin (PS) - Éric Berroche (PCF) - Valérie Faucheux (Ensemble/FG) - Marc Hervé (PS) - Sylvie Robert (PS) - Benoît Careil (EELV) - Lénaïc Brièro (PS) - Honoré Puil (PRG) - Gaëlle Rougier (EELV) - Tristan Lahais (PS) - Ana Sohier (UDB) - Yannick Le Gargasson (PG/FG) - Geneviève Letourneux (PS) - Frédéric Bourcier (PS) - Laëtitia Médard (PCF) - Sylvain Le Moal (PS) - Sylviane Rault (EELV) - Didier Le Bougeant (PS) - Marie-Laurence Églizeaud (PS) - Moulay Hamid Ech-Chekhchakhi (DVG) - Véra Briand (PS) - Glenn Jégou (DVG) - Françoise Rubion (PG/FG) - Jean-Francois Besnard (PS) - Jocelyne Bougeard (PS) - Jean-Marie Goater (EELV) - Anabel Marie (PS) - Vincent Maho-Duhamel (PS) - Nadège Noisette (EELV) - Hubert Chardonnet (PS) - Hind Saoud (PS) - Laurent Hamon (EELV) - Emmanuelle Rousset (PS) - Yannick Nadesan (PCF) - Charlotte Marchandise-Franquet (DVG) - Daniel Guillotin (PS) - Katja Krüger (PCF) - Dominique Leseigneur (Ensemble/FG) - Muriel Condolf-Férec (PS) - Cyrille Morel (PS) - Catherine Debroise (PS) - Yvon Léziart (PS) - Catherine Phalippou (EELV) - Benoit Pommier (PS).
Osons Rennes (Union de la droite): Bruno Chavanat (UDI) - Aude Bouvet (UMP) - Bertrand Plouvier (UMP) - Catherine Rolandin (UMP) - Loïck Le Brun (UDI) - Amélie Dhalluin (UMP) - Gurval Guiguen (UMP) - Stéphanie Piré (MoDem) - Benoît Caron (UMP) - Hedwige de Villartay (UMP) - Yves Pelle (PB) - Chrystèle Jouffe (UDI) - Antoine Cressard (app. UMP).

### Élection municipale de 2008
|                                                 |                     |                                |              |              |             |             |        |        |  |
| Tête de liste                                   | Tête de liste       | Liste                          | Premier tour | Premier tour | Second tour | Second tour | Sièges | Sièges |  |
| Tête de liste                                   | Tête de liste       | Liste                          | Voix         | %            | Voix        | %           | CM     |        |  |
|                                                 | Daniel Delaveau     | PS-PCF-Verts diss.-PRG-UDB-R&V | 30 735       | 46,98        | 37 169      | 60,40       | 50     |        |  |
| Rennes, une ambition partagée                   |                     |                                | 30 735       | 46,98        | 37 169      | 60,40       | 50     |        |  |
|                                                 | Karim Boudjema      | UMP-NC-PR-LGM-DVD              | 17 034       | 26,11        | 16 885      | 27,44       | 8      |        |  |
| Rennes, ville capitale                          |                     |                                | 17 034       | 26,11        | 16 885      | 27,44       | 8      |        |  |
|                                                 | Caroline Ollivro    | MoDem-PB                       | 6 692        | 10,23        | 7 480       | 12,16       | 3      |        |  |
| Rassemblement démocrate pour l'avenir de Rennes |                     |                                | 6 692        | 10,23        | 7 480       | 12,16       | 3      |        |  |
|                                                 | Nicole Kiil-Nielsen | Verts                          | 5 841        | 8,93         |             |             |        |        |  |
| Rennes verte et solidaire                       |                     |                                | 5 841        | 8,93         |             |             |        |        |  |
|                                                 | Valérie Faucheux    | LCR-Emgann                     | 3 263        | 4,99         |             |             |        |        |  |
| Rennes à gauche                                 |                     |                                | 3 263        | 4,99         |             |             |        |        |  |
|                                                 | Raymond Madec       | LO                             | 1 151        | 1,76         |             |             |        |        |  |
| Lutte ouvrière                                  |                     |                                | 1 151        | 1,76         |             |             |        |        |  |
|                                                 | Carine Weber        | PT                             | 661          | 1,01         |             |             |        |        |  |
| Pour les services publics                       |                     |                                | 661          | 1,01         |             |             |        |        |  |
|                                                 |                     |                                |              |              |             |             |        |        |  |
| Inscrits                                        | Inscrits            | Inscrits                       | 117 927      | 100,00       | 117 923     | 100,00      |        |        |  |
| Abstentions                                     | Abstentions         | Abstentions                    | 50 793       | 43,07        | 54 466      | 46,19       |        |        |  |
| Votants                                         | Votants             | Votants                        | 67 134       | 56,93        | 63 457      | 53,81       |        |        |  |
| Blancs ou nuls                                  | Blancs ou nuls      | Blancs ou nuls                 | 1 707        | 2,54         | 1 923       | 3,17        |        |        |  |
| Exprimés                                        | Exprimés            | Exprimés                       | 65 427       | 97,46        | 61534       | 96,83       |        |        |  |

Conseillers municipaux élus
Rennes, une ambition partagée (Union de la gauche) : Daniel Delaveau (PS) - Nathalie Appéré (PS) - Frédéric Bourcier (PS) - Sylvie Robert (PS) - Éric Berroche (PCF) - Gwenaële Hamon (PS) - Jean-Luc Daubaire (RMÉ, LV diss.) - Hind Saoud (PS) - Yves Préault (PS) - Isabelle Pellerin (PS) - Jean-Michel Boucheron (PS) - Roselyne Lefrançois (PS) - Honoré Puil (PRG) - Jeannine Huon (PS) - Glenn Jégou (DVG) - Nicole Gargam (PCF) - François André (PS) - Jocelyne Bougeard (PS) - Sébastien Sémeril (PS) - Ana Sohier (UDB) - Grégoire Kounga (PS) - Catherine Debroise (RMÉ, LV diss.) - Guy Potin (PS) - Gaëlle Andro (PS) - Didier Le Bougeant (PS) - Marie-Anne Chapdelaine (PS) - Yannick Nadesan (PCF) - Lilian Giron de la Pena (PS) - Benoit Pommier (PS) - Nathalie Mbombo (PS) - René Jouquand (SE) - Maryline Daunis (PRG) - Stephan Brosillon (PS) - Lénaïc Brièro (PS) - Jean-Louis Merrien (RMÉ, LV diss.) - Laëtitia Médard (PCF) - Jean-Yves Chapuis (PS) - Véra Briand (PS) - Marc Hervé (PS) - Maria Vadillo (PS) - Hubert Chardonnet (PS) - Pascale Loget (RMÉ, LV diss.) - Sylvain Dajoux (R&V) - Geneviève Letourneux (PS) - Alain Coquart (PCF) - Eliane Leclercq (UDB) - Micaël Fischer (PS) - Catherine Barbotin (SE) - Vincent Maho-Duhamel (PS) - Katja Krüger (PCF).
Rennes, ville capitale (Union de la droite) : Karim Boudjema (UMP) - Françoise L'Hotellier (UMP) - Bruno Chavanat (UMP) - Michèle Payen-Toulouse (NC) - Benoît Caron (UMP) - Marie Louis (UMP) - Bertrand Plouvier (UMP) - Doris Madingou (LGM).
Rassemblement démocrate pour l'avenir de Rennes : Caroline Ollivro - William Chauou - Anne Le Gagne.

### Élection municipale de 2001
|                                                                    |                   |                      |              |              |             |             |        |        |  |
| Tête de liste                                                      | Tête de liste     | Liste                | Premier tour | Premier tour | Second tour | Second tour | Sièges | Sièges |  |
| Tête de liste                                                      | Tête de liste     | Liste                | Voix         | %            | Voix        | %           | CM     |        |  |
|                                                                    | Edmond Hervé *    | PS-PCF-Verts-UDB-PRG | 25 654       | 44,64        | 32 991      | 57,23       | 48     |        |  |
| Rennes ensemble avec Edmond Hervé                                  |                   |                      | 25 654       | 44,64        | 32 991      | 57,23       | 48     |        |  |
|                                                                    | Loïck Le Brun     | UDF-RPR-DL-GE        | 18 395       | 32,01        | 24 660      | 42,77       | 13     |        |  |
| Rennes, l'élan 2001                                                |                   |                      | 18 395       | 32,01        | 24 660      | 42,77       | 13     |        |  |
|                                                                    | Patrick Mainguené | DVG (Motivé-e-s)     | 4 725        | 8,22         |             |             |        |        |  |
| Motivées                                                           |                   |                      | 4 725        | 8,22         |             |             |        |        |  |
|                                                                    | Raymond Madec     | LO                   | 2 811        | 4,89         |             |             |        |        |  |
| Liste Lutte Ouvrière soutenue par Arlette Laguillier               |                   |                      | 2 811        | 4,89         |             |             |        |        |  |
|                                                                    | Françoise Bagnaud | TEAG-LCR             | 2 324        | 4,04         |             |             |        |        |  |
| Tous et toutes ensemble à gauche                                   |                   |                      | 2 324        | 4,04         |             |             |        |        |  |
|                                                                    | Brigitte Neveux   | FN                   | 1 545        | 2,69         |             |             |        |        |  |
| Rennes fait front                                                  |                   |                      | 1 545        | 2,69         |             |             |        |        |  |
|                                                                    | Pierre Janton     | MNR                  | 1 027        | 1,79         |             |             |        |        |  |
| Entente nationale pour plus de sécurité et moins de gaspillage     |                   |                      | 1 027        | 1,79         |             |             |        |        |  |
|                                                                    | Jean-Paul Tual    | PT                   | 984          | 1,71         |             |             |        |        |  |
| Services publics, démocratie communale, laïcité et droits ouvriers |                   |                      | 984          | 1,71         |             |             |        |        |  |
|                                                                    |                   |                      |              |              |             |             |        |        |  |
| Inscrits                                                           | Inscrits          | Inscrits             | 113 696      | 100,00       | 113 704     | 100,00      |        |        |  |
| Abstentions                                                        | Abstentions       | Abstentions          | 54 002       | 47,50        | 53 489      | 47,04       |        |        |  |
| Votants                                                            | Votants           | Votants              | 59 694       | 52,50        | 60 215      | 52,96       |        |        |  |
| Blancs ou nuls                                                     | Blancs ou nuls    | Blancs ou nuls       | 2 229        | 3,73         | 2 564       | 4,26        |        |        |  |
| Exprimés                                                           | Exprimés          | Exprimés             | 57 465       | 96,27        | 57 651      | 95,74       |        |        |  |
| * Liste du maire sortant                                           |                   |                      |              |              |             |             |        |        |  |

Conseillers municipaux élus
Rennes ensemble (Union de la gauche) : Edmond Hervé (PS) - Jeannine Huon (PS) - Jean-Michel Boucheron (PS) - Nicole Kiil-Nielsen (LV) - Éric Berroche (PCF) - Maria Vadillo (PS) - Honoré Puil (PRG) - Sylvie Robert (PS) - Jean-Louis Merrien (LV) - Nicole Gargam (PCF) - Yves Préault (PS) - Nathalie Appéré (PS) - Frédéric Bourcier (PS) - Mireille Massot (PS) - Hubert Chardonnet (PS) - Pascale Loget (LV) - Pierrick Massiot (PS) - Laurence Duffaud (PS) - Jean-Michel Héry (PCF) - Eliane Leclercq (UDB) - Jean-Luc Daubaire (LV) - Clotilde Tascon-Mennetrier (PS) - François Prévost (R&V) - Thérèse Lefeuvre (PS) - Jacques Rolland (R&V) - Gwenaële Hamon (PS) - Martial Gabillard (PS) - Jeanine Le Houëdec (PCF) - Jean-Yves Gérard (PS) - Catherine Joly (LV) - Jean Normand (PS) - Anne Coldefy (PS) - Jean-Marie Goater (LV) - Carole Le Trionnaire (PCF) - Alain Géraud (PS) - Jocelyne Bougeard (PS) - Jean-Yves Chapuis (PS) - Catherine Debroise (LV) - Alain Coquart (PCF) - Roselyne Lefrançois (PS) - Guy Potin (PS) - Lénaïc Brièro (PS) - François André (PS) - Marie-Anne Chapdelaine (PS) - Joël Morfoisse (LV) - Sylviane Raffray (PS) - Sébastien Sémeril (PS) - Maryline Daunis (PRG).
Rennes, l'élan 2001 (Union de la droite) : Loïck Le Brun (UDF) - Benoît Caron (RPR) - Yannick Le Moing (RPR) - à compléter.

### Élection municipale de 1995
|                                                                                         |                      |                            |              |              |             |             |        |        |  |
| Tête de liste                                                                           | Tête de liste        | Liste                      | Premier tour | Premier tour | Second tour | Second tour | Sièges | Sièges |  |
| Tête de liste                                                                           | Tête de liste        | Liste                      | Voix         | %            | Voix        | %           | CM     |        |  |
|                                                                                         | Edmond Hervé *       | PS-PCF-Radical-UDB-CES-R&V | 32 353       | 48,68        | 38 042      | 59,45       | 47     |        |  |
| Rennes solidaire et citoyenne                                                           |                      |                            | 32 353       | 48,68        | 38 042      | 59,45       | 47     |        |  |
|                                                                                         | Yvon Jacob           | RPR-UDF-MPF                | 20 250       | 30,47        | 25 946      | 40,55       | 12     |        |  |
| Agir pour les Rennais                                                                   |                      |                            | 20 250       | 30,47        | 25 946      | 40,55       | 12     |        |  |
|                                                                                         | Yves Cochet          | Les Verts                  | 5 182        | 7,80         |             |             |        |        |  |
| Rennes verte, écologie, solidarité et démocratie                                        |                      |                            | 5 182        | 7,80         |             |             |        |        |  |
|                                                                                         | Pierre Maugendre     | FN                         | 2 744        | 4,13         |             |             |        |        |  |
| Entente nationale pour Rennes                                                           |                      |                            | 2 744        | 4,13         |             |             |        |        |  |
|                                                                                         | Philippe Taillandier | DVD                        | 2 268        | 3,41         |             |             |        |        |  |
| Créativité et rayonnement pour Rennes                                                   |                      |                            | 2 268        | 3,41         |             |             |        |        |  |
|                                                                                         | Raymond Madec        | LO                         | 1 620        | 2,44         |             |             |        |        |  |
| Lutte ouvrière pour un plan de défense des travailleurs et des chômeurs                 |                      |                            | 1 620        | 2,44         |             |             |        |        |  |
|                                                                                         | Anne Baudoux         | SE                         | 1 406        | 2,12         |             |             |        |        |  |
| Rassemblement utile à tous                                                              |                      |                            | 1 406        | 2,12         |             |             |        |        |  |
|                                                                                         | Bernard Réty         | PT                         | 633          | 0,95         |             |             |        |        |  |
| Liste pour la défense de la démocratie communale, de la laïcité et des services publics |                      |                            | 633          | 0,95         |             |             |        |        |  |
|                                                                                         |                      |                            |              |              |             |             |        |        |  |
| Inscrits                                                                                | Inscrits             | Inscrits                   | 121 043      | 100,00       | 121 043     | 100,00      |        |        |  |
| Abstentions                                                                             | Abstentions          | Abstentions                | 53 582       | 44,27        | 54 850      | 45,31       |        |        |  |
| Votants                                                                                 | Votants              | Votants                    | 67 461       | 55,73        | 66 193      | 54,69       |        |        |  |
| Nuls                                                                                    | Nuls                 | Nuls                       | 1 005        | 0,83         | 2 205       | 1,82        |        |        |  |
| Exprimés                                                                                | Exprimés             | Exprimés                   | 66 456       | 54,90        | 63 988      | 52,86       |        |        |  |
| * Liste du maire sortant                                                                |                      |                            |              |              |             |             |        |        |  |

Conseillers municipaux élus
Rennes solidaire et citoyenne (Union de la gauche) : Edmond Hervé (PS) - Jean-Michel Boucheron (PS) - Martial Gabillard (PS) - Jeannine Huon (PS) - Paul Lespagnol (PCF) - Jacques Rolland (R&V) - Lucette Pouyollon (PS) - Dominique Boullier (CES) - Pierre-Yves Heurtin (PS) - Éliane Poirier (PCF) - Mireille Le Bras - Yves Préault (PS) - Jean Normand (PS) - Marcel Rogemont (PS) - Hubert Chardonnet (PS) - Roselyne Lefrançois (PS) - Pierrick Massiot (PS) - Laurence Duffaud (PS) - Honoré Puil (Radical) - Michel Génin (UDB) - Christian Benoist (PCF) - Jean-Yves Chapuis (PS) - Clotilde Tascon-Mennetrier (PS) - Emmanuel Jouleau (PS) - Daniel Pencolé - Sylvie Robert (PS) - Francis Battais (SE) - Maria Vadillo (PS) - Yvette Bezier - François Prévost (R&V) - Noël Eliot (PS) - Jules Rubion (PS) - Alain Géraud (PS) - Catherine Tirel (PS) - Anne Coldefy (PS) - Éric Berroche (PCF) - Sylviane Raffray (PS) - Gérard Hamon (R&V) - Jean-Yves Gérard (PS) - Bernard Lorig (PS) - Jean Orieux (PS) - Emmanuel Couet (PS) - Jean-Michel Héry (PCF) - Pascale Loget (CES) - Marie-France Boulière - Alain Coquart (PCF) - René Letessier (Radical).
Agir pour les Rennais: Yvon Jacob (RPR) - Jean-Claude Hardouin (UDF-CDS) - Jean-Pierre Dagorn (UDF-PR) - Régine Brissot (UDF-CDS) - Bruno Angles - Michèle Le Roux (RPR) - Benoît Caron (RPR) - Jean-Noël Tiengou - Jean-Claude Persigand (DVD) - Pierre Gusdorf (UDF) - Brigitte Moulin (UDF-CDS) - Alain Le Guerrier.

### Élection municipale de 1989
|                                        |                  |                |              |              |        |        |  |  |  |
| Tête de liste                          | Tête de liste    | Liste          | Premier tour | Premier tour | Sièges | Sièges |  |  |  |
| Tête de liste                          | Tête de liste    | Liste          | Voix         | %            | CM     |        |  |  |  |
|                                        | Edmond Hervé *   | PS-PCF-MRG-UDB | 32 834       | 50,76        | 46     |        |  |  |  |
| Rennes gagne                           |                  |                | 32 834       | 50,76        | 46     |        |  |  |  |
|                                        | Gérard Pourchet  | UDF-RPR        | 17 127       | 26,48        | 8      |        |  |  |  |
| En avant Rennes, en avant les Rennais  |                  |                | 17 127       | 26,48        | 8      |        |  |  |  |
|                                        | Yves Cochet      | Les Verts      | 9 046        | 13,98        | 4      |        |  |  |  |
| Rennes Verte                           |                  |                | 9 046        | 13,98        | 4      |        |  |  |  |
|                                        | Pierre Maugendre | FN             | 3 306        | 5,11         | 1      |        |  |  |  |
| Liste d'entente nationale et populaire |                  |                | 3 306        | 5,11         | 1      |        |  |  |  |
|                                        | Jacques Campion  | SE             | 2 372        | 3,67         | 0      |        |  |  |  |
| Les Grignoux                           |                  |                | 2 372        | 3,67         | 0      |        |  |  |  |
|                                        |                  |                |              |              |        |        |  |  |  |
| Inscrits                               | Inscrits         | Inscrits       | 113 098      | 100,00       |        |        |  |  |  |
| Abstentions                            | Abstentions      | Abstentions    | 47 336       | 41,85        |        |        |  |  |  |
| Votants                                | Votants          | Votants        | 65 762       | 58,15        |        |        |  |  |  |
| Nuls                                   | Nuls             | Nuls           | 1 077        | 0,95         |        |        |  |  |  |
| Exprimés                               | Exprimés         | Exprimés       | 64 685       | 57,19        |        |        |  |  |  |
| * Liste du maire sortant               |                  |                |              |              |        |        |  |  |  |

Conseillers municipaux élus
Rennes gagne (Union de la gauche) : Edmond Hervé (PS) - Jean-Michel Boucheron (PS) - Martial Gabillard (PS) - Pierre-Yves Heurtin (PS) - Christian Benoist (PCF) - Claude Durand-Prinborgne (MRG) - Jeannine Huon (PS) - Anne Cogné (PS) - Annick Hélias (PS) - Yves Préault (PS) - Jean Normand (PS) - Michel Collet (PCF) - Marcel Rogemont (PS) - Hubert Chardonnet (PS) - Jean-Jacques Kérourédan (MRG) - Noël Eliot (PS) - Michel Duthoit (PS) - Annette Sabouraud (PS) - Francis Battais (SE) - Lucien Rose (PS) - Annick Brouxel (PCF) - Sylviane Raffray (PS) - Michel Génin (UDB) - Jean Raux (PS) - Emmanuel Jouleau (PS) - Albert Renouf (PS) - Jules Rubion (PS) - Martine Gode-Brault - Serge Huber (PCF) - Alain Géraud (PS) - Jean-Yves Chapuis (PS) - Bernard Lorig (PS) - Francis Redou (PS) - Pierrick Massiot (PS) - Éliane Poirier (PCF) - Benoît Leray (PS) - Danièle Maréchal - Jean-Yves Gérard (PS) - Sylvie Robert (PS) - Jean Orieux (PS) - Anne Biteau - Clotilde Tascon-Mennetrier (PS) - Jean-Pierre Planckaert (PS) - Jean Guérinel (PCF) - Jean-Pierre Duval (UDB) - Éric Berroche (PCF).
En avant Rennes, en avant les Rennais (Liste de l'opposition): Gérard Pourchet (UDF-CDS) - Yves Pottier (RPR) - Pierre Abegg (UDF-PR) - Brigitte Moulin (UDF-CDS) - Yvon Jacob (RPR) - Yves Fréville (UDF-CDS) - Jeanine Grall (RPR) - François Coppard (RPR).
Rennes verte : Yves Cochet - Annaïg Hache - Joël Morfoisse - Béryl Gouaislin.
Front national : Pierre Maugendre.

### Élection municipale de 1983
|                                                         |                  |                          |              |              |             |             |        |        |  |
| Tête de liste                                           | Tête de liste    | Liste                    | Premier tour | Premier tour | Second tour | Second tour | Sièges | Sièges |  |
| Tête de liste                                           | Tête de liste    | Liste                    | Voix         | %            | Voix        | %           | CM     |        |  |
|                                                         | Edmond Hervé *   | PS-PCF-MRG-PSU-UDB-AÉ    | 36 594       | 47,11        | 43 061      | 52,84       | 45     |        |  |
| Union de la Gauche                                      |                  |                          | 36 594       | 47,11        | 43 061      | 52,84       | 45     |        |  |
|                                                         | Claude Champaud  | RPR-CDS-PR-CNIP-Rad.-DVD | 34 024       | 43,80        | 38 437      | 47,16       | 14     |        |  |
| Union de l'opposition                                   |                  |                          | 34 024       | 43,80        | 38 437      | 47,16       | 14     |        |  |
|                                                         | Yves Cochet      | Écologiste               | 4 801        | 6,18         |             |             |        |        |  |
| Rennes verte, alternative et écologie                   |                  |                          | 4 801        | 6,18         |             |             |        |        |  |
|                                                         | Hilaire Fournier | DVG (PSS)                | 1 244        | 1,60         |             |             |        |        |  |
| Union d'action sociale contre le chômage et la pauvreté |                  |                          | 1 244        | 1,60         |             |             |        |        |  |
|                                                         | Raymond Madec    | LO-LCR (VT)              | 1 023        | 1,32         |             |             |        |        |  |
| Pour le socialisme, le pouvoir aux travailleurs         |                  |                          | 1 023        | 1,32         |             |             |        |        |  |
|                                                         |                  |                          |              |              |             |             |        |        |  |
| Inscrits                                                | Inscrits         | Inscrits                 | 112 285      | 100,00       | 112 285     | 100,00      |        |        |  |
| Abstentions                                             | Abstentions      | Abstentions              | 33 380       | 29,73        | 29 067      | 25,89       |        |        |  |
| Votants                                                 | Votants          | Votants                  | 78 905       | 70,27        | 83 218      | 74,11       |        |        |  |
| Nuls                                                    | Nuls             | Nuls                     | 1 219        | 1,08         | 1 720       | 1,53        |        |        |  |
| Exprimés                                                | Exprimés         | Exprimés                 | 77 686       | 69,19        | 81 498      | 72,58       |        |        |  |
| * Liste du maire sortant                                |                  |                          |              |              |             |             |        |        |  |

Conseillers municipaux élus
Union de la Gauche : Edmond Hervé (PS) - Michel Phlipponneau (PS) - Jean-Michel Boucheron (PS) - Christian Benoist (PCF) - Annick Hélias (PS) - Joseph Cussonneau (PCF) - Lucien Rose (PS) - Michel Collet (PCF) - Noël Eliot (PS) - Jacques de Certaines (PSU) - Gaëtane Ploteau (PCF) - Martial Gabillard (PS) - Pierre-Yves Heurtin (PS) - Jean Normand (PS) - Michel Génin (UDB) - Arlette Tardif (MRG) - Serge Huber (PCF) - Anne Cogné (PS) - Roger Le Verge (MRG) - Pierre-Yves Jan (PSU) - Annette Sabouraud (PS) - Josette Bléas (PCF) - Jean Raux (PS) - Marie-France Kerlan (PS) - Jean-Pierre Duval (UDB) - Jules Rubion (PS) - Yves Préault (PS) - Francis Redou (PS) - Jean-Yves Chapuis (PS) - Emmanuel Jouleau (PS) - Marcel Rogemont (PS) - Frédéric Berroche (PCF) - Jean-Pierre Planckaert (PS) - Jacques Ory (PS) - Marc Busnel (PCF) - Denise Ranger (PS) - Albert Renouf (PS) - Sylviane Raffray (PS) - Jeanine Palm (PSU) - Michel Le Duff (MRG) - Jean Orieux (PS) - Yvonne Rouault (PS) - Alain Guiheu (PCF) - Hubert Chardonnet (PS) - Jeannine Huon (PS).
Union de l'opposition : Claude Champaud (RPR) - Jacques Cressard (RPR) - Yves Fréville (CDS) - Pierre Abegg (PR) - Jean-Pierre Dagorn (PR) - Yves Pottier (RPR) - Gérard Pourchet (CDS) - Francis Battais (SE) - Brigitte Moulin (CDS) - Alain Galesne (Rad.) - Jean-Claude Persigand (DVD) - François Coppard (RPR) - Michel Duval (CDS) - Jeanine Grall (RPR).

### Élection municipale de 1977
|                                                 |                     |                    |              |              |             |             |        |        |  |
| Tête de liste                                   | Tête de liste       | Liste              | Premier tour | Premier tour | Second tour | Second tour | Sièges | Sièges |  |
| Tête de liste                                   | Tête de liste       | Liste              | Voix         | %            | Voix        | %           | CM     |        |  |
|                                                 | Edmond Hervé        | PS-PCF-MRG-UDB-UJP | 36 161       | 48,57        | 44 578      | 55,85       | 43     |        |  |
| Changeons Rennes ensemble                       |                     |                    | 36 161       | 48,57        | 44 578      | 55,85       | 43     |        |  |
|                                                 | Jean-Pierre Chaudet | RI-CDS-RPR         | 31 593       | 42,43        | 35 235      | 44,15       |        |        |  |
| Rennes vivre ensemble                           |                     |                    | 31 593       | 42,43        | 35 235      | 44,15       |        |        |  |
|                                                 | Daniel Martin       | PSU-AT             | 3 967        | 5,33         |             |             |        |        |  |
| Rennes pour l’autogestion socialiste            |                     |                    | 3 967        | 5,33         |             |             |        |        |  |
|                                                 | Raymond Madec       | LO-LCR-OCT         | 1 699        | 2,28         |             |             |        |        |  |
| Pour le socialisme, le pouvoir aux travailleurs |                     |                    | 1 699        | 2,28         |             |             |        |        |  |
|                                                 | Christian Le Moënne | EXG (Maoïste)      | 1 030        | 1,39         |             |             |        |        |  |
| Liste d'unité ouvrière et populaire             |                     |                    | 1 030        | 1,39         |             |             |        |        |  |
|                                                 |                     |                    |              |              |             |             |        |        |  |
| Inscrits                                        | Inscrits            | Inscrits           | 103 605      | 100,00       | 103 218     | 100,00      |        |        |  |
| Abstentions                                     | Abstentions         | Abstentions        | 27 575       | 26,62        | 22 286      | 21,59       |        |        |  |
| Votants                                         | Votants             | Votants            | 76 030       | 73,38        | 80 932      | 78,41       |        |        |  |
| Nuls                                            | Nuls                | Nuls               | 1 579        | 1,52         | 1 119       | 1,08        |        |        |  |
| Exprimés                                        | Exprimés            | Exprimés           | 74 451       | 71,86        | 79 813      | 77,32       |        |        |  |

Conseillers municipaux élus
Edmond Hervé (PS) - Michel Phlipponneau (PS) - Christian Benoist (PCF) - Henri Le Moal (MRG) - Lucien Rose (PS) - Serge Huber (PCF) - Jean-Pierre Duval (UDB) - Albert Renouf (PS) - Jacques Rolland (PCF) - Jean-Michel Boucheron (PS) - Pierre-Yves Heurtin (PS, ex-PSU) - Jean-François Brault (UJP) - Frédéric Berroche (PCF) - Josette Bléas (PCF) - Ronan Boucher (PS) - Pierre Boudet (PCF) - Bernadette Bouleux (PCF) - Jean Chaplet (PCF) - Joseph Cussonneau (PCF) - Constant Derennes (PS) - Noël Eliot (PS) - Hilaire Fournier (MRG) - Martial Gabillard (PS) - Alain Géraud (PCF) - Janine Gislais (PS) - Hippolyte Guihard (MRG) - Annick Hélias (PS) - Jean Hurault (MRG) - François-Xavier Hutin (PS) - Georges Louédin (PS) - Marcel Monier (PCF) - Jean Normand (PS) - Jean Orieux (PS) - Jacques Ory (PS) - André Palm (PS) - Jean-Michel Perche (PS) - Jean-Pierre Planckaert (PS) - Gaëtane Ploteau (PCF) - Monique Rannou (UDB) - Francis Redou (PS) - Marcel Rogemont (PS) - Jules Rubion (PS) - Alain Vallée (PS).
Adjoints au maire et conseillers délégués
1er : Michel Phlipponneau (urbanisme) - 2e : Christian Benoist (transports, circulation, voirie et éclairage) - 3e : Henri Le Moal (enseignement) - 4e : Lucien Rose (personnels) - 5e : Serge Huber (travaux, affaires immobilières et assainissement) - 6e : Noël Eliot (affaires sociales, personnes agées et immigration) - 7e : Josette Bléas (crèches, enfance, garderies et centres aérés) - 8e : Jean-Michel Boucheron (finances) - 9e : Annick Helias (information et communication) - 10e : Marcel Monier (administration générale) - 11e : Pierre-Yves Heurtin (culture, conservation et gestion du patrimoine) - 12e : Jean Normand (affaires économiques et emploi) - 13e : Martial Gabillard (animation culturelle) - 14e : Francis Redou (sports) - Jules Rubion (cadre de vie et logement) - Jean-Pierre Planckaert (commerce et artisanat) - Jacques Rolland (hygiène, santé et handicapés)

### Élection municipale de 1971
|                                                                                          |                                                                 |                    |              |              |        |        |  |  |  |
| Tête de liste                                                                            | Tête de liste                                                   | Liste              | Premier tour | Premier tour | Sièges | Sièges |  |  |  |
| Tête de liste                                                                            | Tête de liste                                                   | Liste              | Voix         | %            | CM     |        |  |  |  |
|                                                                                          | Henri Fréville *                                                | CDP-CD-UDR-RI-CNIP | 31 178       | 58,03        | 37     |        |  |  |  |
| Liste d'entente républicaine pour le développement et la promotion de la Ville de Rennes |                                                                 |                    | 31 178       | 58,03        | 37     |        |  |  |  |
|                                                                                          | Thérèse Caillaud - Pierre-Yves Heurtin - Jean-Pierre Planckaert | PSU-PS-CIR-O72     | 13 505       | 25,14        |        |        |  |  |  |
| Rennes socialiste                                                                        |                                                                 |                    | 13 505       | 25,14        |        |        |  |  |  |
|                                                                                          | Yves Brault                                                     | PCF                | 9 043        | 16,83        |        |        |  |  |  |
| Liste d'union pour une gestion sociale, moderne et démocratique                          |                                                                 |                    | 9 043        | 16,83        |        |        |  |  |  |
|                                                                                          |                                                                 |                    |              |              |        |        |  |  |  |
| Inscrits                                                                                 | Inscrits                                                        | Inscrits           | 97 121       | 100,00       |        |        |  |  |  |
| Abstentions                                                                              | Abstentions                                                     | Abstentions        | 41 191       | 42,41        |        |        |  |  |  |
| Votants                                                                                  | Votants                                                         | Votants            | 55 930       | 57,59        |        |        |  |  |  |
| Nuls                                                                                     | Nuls                                                            | Nuls               | 2 204        | 2,27         |        |        |  |  |  |
| Exprimés                                                                                 | Exprimés                                                        | Exprimés           | 53 726       | 55,32        |        |        |  |  |  |
| * Liste du maire sortant                                                                 |                                                                 |                    |              |              |        |        |  |  |  |

Conseillers municipaux élus
Henri Fréville (CDP) - Georges Brand (CDP) - Marcel Caillot - Jean-Pierre Chaudet (RI) - Paul Collinot - Joseph Dartois (CD) - Joseph Dault (Centriste) - Michel Denis (CD) - Jean Descottes (CD) - Eugénie Dufresne (UDR) - Michel Duval (CD) - Jean-Jacques Festoc (UDR) - Marcel Fourmestraux - Henri Garnier (CD) - Jacques Granville (UDR) - Yvonne Grimault - Joseph Harel - Patrick Houalet - Guy Houist (CD) - Bernard Jan (UDR) - Victor Janton (CD) - Henri Jouault (CNIP) - Pierre-Jean Lambert - Bernard Laurence (UDR) - Charles Lecotteley - René Le Dû - René Leyzour (UDR) - Henri Marion - François Mercier - Claude Moulin - Henri Pitard (CD) - Prudent Porée - Gérard Pourchet (CD) - Renée Prévert - René Quéré (RI) - Robert Rumeur - Jean Suker.
Adjoints au maire et conseillers délégués
1er : Victor Janton (information, relations extérieures et enseignement artistique, représentation officielle de la ville en cas d'empêchement du maire) - 2e : Renée Prévert (action sociale, crèches et placements familiaux, centres aérés et colonies de vacances, rapports avec les œuvres sociales externes, service du logement, fonctionnement des cantines scolaires, dons et legs) - 3e : Georges Brand (formation professionnelle, promotion sociale, espaces verts, jardins et cimetières) - 4e : Prudent Porée (théâtre, maison de la Culture, musées et tourisme) - 5e : Jean Descottes (travaux, aménagements d'infrastructures et transports collectifs urbains) - 6e : Jean-Pierre Chaudet (étude des besoins et réalisation des équipements industriels et économiques) - 7e : Henri Pitard (action sportive et socio-culturelle, animation des quartiers) - 8e : Michel Duval (enseignements pré-scolaire, élémentaire et premier cycle du second degré, bâtiments communaux, circulation et stationnement) - 9e : René Leyzour (état civil, affaires militaires, population, élections et listes électorales, contentieux, sépultures et pompes funèbres) - 10e : Paul Collinot (personnel communal, emploi et travail) - 11e : Michel Denis (finances, budget, fiscalité et gestion du patrimoine et des stocks) - 12e : Henri Jouault (sécurité, hygiène, salubrité publique, protection civile, commerce, marchés et droits de place) - Marcel Fourmestraux (étude sur les dossiers d'ordre économique ou financier intéressant la ville de Rennes) - Guy Houist (étude des problèmes généraux de la rénovation et de la restauration urbaines) - Charles Lecotteley (relations publiques et relations extérieures)

### Élection municipale de 1965
|                                                                                               |                   |               |              |              |             |             |         |        |  |
| Tête de liste                                                                                 | Tête de liste     | Liste         | Premier tour | Premier tour | Second tour | Second tour | Sièges  | Sièges |  |
| Tête de liste                                                                                 | Tête de liste     | Liste         | Voix         | %            | Voix        | %           | CM      |        |  |
|                                                                                               | Henri Fréville *  | MRP-CNIP-Rad. | 26 706       | 48,24        | 32 833      | 63,54       | 37      |        |  |
| Liste d'entente républicaine pour le développement économique et social de la ville de Rennes |                   |               | 26 706       | 48,24        | 32 833      | 63,54       | 37      |        |  |
|                                                                                               | Alexis Le Strat   | SFIO-PCF-PSU  | 17 352       | 31,34        | 18 837      | 36,46       |         |        |  |
| Liste d'union démocratique pour une politique de progrès social dans une grande ville moderne |                   |               | 17 352       | 31,34        | 18 837      | 36,46       |         |        |  |
|                                                                                               | Alexandre Lamache | UNR-CR        | 11 301       | 20,41        | Retrait     | Retrait     | Retrait |        |  |
| Liste d'action municipale et sociale                                                          |                   |               | 11 301       | 20,41        | Retrait     | Retrait     | Retrait |        |  |
|                                                                                               |                   |               |              |              |             |             |         |        |  |
| Inscrits                                                                                      | Inscrits          | Inscrits      | 86 600       | 100,00       | 86 605      | 100,00      |         |        |  |
| Abstentions                                                                                   | Abstentions       | Abstentions   | 29 596       | 34,17        | 33 169      | 38,30       |         |        |  |
| Votants                                                                                       | Votants           | Votants       | 57 004       | 65,82        | 53 436      | 61,70       |         |        |  |
| Nuls                                                                                          | Nuls              | Nuls          | 1 645        | 1,90         | 1 766       | 2,04        |         |        |  |
| Exprimés                                                                                      | Exprimés          | Exprimés      | 55 359       | 63,92        | 51 670      | 59,66       |         |        |  |
| * Liste du maire sortant                                                                      |                   |               |              |              |             |             |         |        |  |

Conseillers municipaux élus
Henri Fréville (MRP) - Émile André - Jean Aubrée - Pierre Bazil - Albert Beuché - Georges Brand (CNIP) - Émile Danyel de Beaupré - Joseph Brisson - Marcel Caillot - Joseph Dartois - Michel Denis (MRP) - Élie Divet - Henri Garnier (MRP) - Michel Goualle - Georges Graff (MRP) - Jean Guibout - Joseph Harel - Patrick Houalet - Guy Houist (MRP) - Victor Janton (MRP) - Henri Jouault (CNIP) - Marie-Louise Le Cornec - Charles Lecotteley - Aimé Le Foll - Jean Le Men - Michel Le Roux - Jacques Lhommelais - Henri Marion - Louis Ménard - François Mercier - Claude Moulin - Henri Pitard - Louis Pommereuil - Prudent Porée (Rad.) - Renée Prévert (MRP) - Robert Rumeur - Pierre Woelflé.
Adjoints au maire et conseillers délégués
1er : Georges Graff (élaboration et établissement des programmes et plans d’équipement et d’aménagement de la ville) - 2e : Georges Brand (formation professionnelle du premier degré, promotion sociale, commission locale professionnelle, squares et jardins publics, agriculture) - 3e : Marie-Louise Le Cornec (contributions directes et indirectes, contentieux, baux des propriétés communales, colonies de vacances, garderies, centres aérés, coordination des études sur le coût des services municipaux, intendance générale de la ville, cantines municipales) - 4e : Prudent Porée (théâtre municipal, enseignement artistique et enseignement musical dans les écoles municipales) - 5e : Louis Ménard (état civil, harmonie municipale, commerce, marchés et droits de place, cimetières et pompes funèbres) - 6e : Émile André (étude des zones d'habitation, avis et besoins des collectivités et associations publiques et privées, étude des zones industrielles, besoins et réalisation des équipements industriels et économiques, rénovation urbaine) - 7e : Victor Janton (relations extérieures, tourisme et laboratoire municipal) - 8e : Pierre Bazil (protection civile, organisation et fonctionnement des services de protection et sapeurs-pompiers, affaires militaires, recensement et dénombrement de la population, calendrier des fêtes publiques, révision des listes électorales) - 9e : Renée Prévert (œuvres sociales, aide sociale et travail, crèches et placements familiaux, garderies, crèches, rapports avec les œuvres sociales externes et services du logement, dons et legs) - 10e : Albert Beuché (bâtiments communaux, construction des établissements scolaires et universitaires, primaires, secondaires et techniques, permis de construire) - 11e : Michel Le Roux (équipement socio-culturel de la ville et action culturelle, conception des bases ou complexes de plein air, bibliothèques et musées) - 12e : Michel Goualle (jeunesse, loisirs et animation des quartiers) - Charles Lecotteley (information, relations publiques et relations extérieures, archives municipales)

### Élection municipale de 1959
|                                                                                                 |                  |             |              |              |             |             |        |        |  |
| Tête de liste                                                                                   | Tête de liste    | Liste       | Premier tour | Premier tour | Second tour | Second tour | Sièges | Sièges |  |
| Tête de liste                                                                                   | Tête de liste    | Liste       | Voix         | %            | Voix        | %           | CM     |        |  |
|                                                                                                 | Henri Fréville * | MRP         | 18 627       | 36,54        | 21 769      | 43,37       | 37     |        |  |
| Liste d'entente républicaine pour le développement économique et social de la ville de Rennes   |                  |             | 18 627       | 36,54        | 21 769      | 43,37       | 37     |        |  |
|                                                                                                 | François Château | UNR-CNIP-CR | 11 591       | 22,74        | 9 994       | 19,91       |        |        |  |
| Liste républicaine d'union pour la défense des intérêts de la population rennaise et son avenir |                  |             | 11 591       | 22,74        | 9 994       | 19,91       |        |        |  |
|                                                                                                 | Émile Guerlavas  | PCF         | 9 413        | 18,47        | 11 914      | 23,74       |        |        |  |
| Liste d'union ouvrière et démocratique et de défense des intérêts de Rennes                     |                  |             | 9 413        | 18,47        | 11 914      | 23,74       |        |        |  |
|                                                                                                 | Marcel Le Blanc  | UFD         | 2 567        | 5,03         | 11 914      | 23,74       |        |        |  |
| Liste d'union des forces démocratiques                                                          |                  |             | 2 567        | 5,03         | 11 914      | 23,74       |        |        |  |
|                                                                                                 | Alexis Le Strat  | SFIO        | 6 369        | 12,49        | 5 984       | 11,92       |        |        |  |
| Liste d'union des gauches                                                                       |                  |             | 6 369        | 12,49        | 5 984       | 11,92       |        |        |  |
|                                                                                                 | Prosper Jardin   | Apolitique  | 1 959        | 3,84         |             |             |        |        |  |
| Liste rennaise de gestion et d'économies municipales                                            |                  |             | 1 959        | 3,84         |             |             |        |        |  |
|                                                                                                 |                  |             |              |              |             |             |        |        |  |
| Inscrits                                                                                        | Inscrits         | Inscrits    | 78 178       | 100,00       | 78 178      | 100,00      |        |        |  |
| Abstentions                                                                                     | Abstentions      | Abstentions | 25 939       | 33,18        | 27 293      | 34,91       |        |        |  |
| Votants                                                                                         | Votants          | Votants     | 52 239       | 66,82        | 50 885      | 65,09       |        |        |  |
| Nuls                                                                                            | Nuls             | Nuls        | 1 268        | 1,62         | 696         | 0,89        |        |        |  |
| Exprimés                                                                                        | Exprimés         | Exprimés    | 50 971       | 65,20        | 50 189      | 64,20       |        |        |  |
| * Liste du maire sortant                                                                        |                  |             |              |              |             |             |        |        |  |

### Élection municipale de 1953
|                                                               |                       |                     |              |              |        |        |  |  |  |
| Tête de liste                                                 | Tête de liste         | Liste               | Premier tour | Premier tour | Sièges | Sièges |  |  |  |
| Tête de liste                                                 | Tête de liste         | Liste               | Voix         | %            | CM     |        |  |  |  |
|                                                               | François Chateau      | RPF-CNIP-Rad.-Ind.D | 15 626       | 32,33        | 13     |        |  |  |  |
| Liste d'union et de défense des intérêts de Rennes            |                       |                     | 15 626       | 32,33        | 13     |        |  |  |  |
|                                                               | Louis Le Gal la Salle | MRP-RI              | 12 373       | 25,60        | 10     |        |  |  |  |
| Liste d'entente républicaine populaire                        |                       |                     | 12 373       | 25,60        | 10     |        |  |  |  |
|                                                               | Marcel Cadieu         | PCF                 | 10 468       | 21,66        | 8      |        |  |  |  |
| Liste d'union ouvrière et démocratique                        |                       |                     | 10 468       | 21,66        | 8      |        |  |  |  |
|                                                               | Alexis Le Strat       | SFIO                | 8 033        | 16,62        | 6      |        |  |  |  |
| Liste présentée par le Parti socialiste SFIO                  |                       |                     | 8 033        | 16,62        | 6      |        |  |  |  |
|                                                               | Aubin-Jean Lecroc     | Ind.                | 1 247        | 2,58         | 0      |        |  |  |  |
| Liste des indépendants pour la défense des intérêts communaux |                       |                     | 1 247        | 2,58         | 0      |        |  |  |  |
|                                                               |                       |                     |              |              |        |        |  |  |  |
| Inscrits                                                      | Inscrits              | Inscrits            | 68 292       | 100,00       |        |        |  |  |  |
| Abstentions                                                   | Abstentions           | Abstentions         | 18 649       | 27,31        |        |        |  |  |  |
| Votants                                                       | Votants               | Votants             | 49 643       | 72,69        |        |        |  |  |  |
| Blancs ou nuls                                                | Blancs ou nuls        | Blancs ou nuls      | 1 317        | 1,93         |        |        |  |  |  |
| Exprimés                                                      | Exprimés              | Exprimés            | 48 326       | 70,76        |        |        |  |  |  |

### Élection municipale de 1947
|                                                                              |                       |                        |              |              |        |        |  |  |  |
| Tête de liste                                                                | Tête de liste         | Liste                  | Premier tour | Premier tour | Sièges | Sièges |  |  |  |
| Tête de liste                                                                | Tête de liste         | Liste                  | Voix         | %            | CM     |        |  |  |  |
|                                                                              | Yves Milon *          | RPF-Rad.soc.-UDSR-CNIP | 19 215       | 41,53        | 16     |        |  |  |  |
| Liste de concentration républicaine pour le rassemblement du peuple français |                       |                        | 19 215       | 41,53        | 16     |        |  |  |  |
|                                                                              | Marcel Cadieu         | PCF                    | 10 185       | 22,01        | 8      |        |  |  |  |
| Liste d'union républicaine et résistante de défense des intérêts communaux   |                       |                        | 10 185       | 22,01        | 8      |        |  |  |  |
|                                                                              | Louis Le Gal la Salle | MRP                    | 8 411        | 18,18        | 7      |        |  |  |  |
| Liste d'union républicaine et résistante de défense des intérêts communaux   |                       |                        | 8 411        | 18,18        | 7      |        |  |  |  |
|                                                                              | Eugène Quessot        | SFIO                   | 6 984        | 15,09        | 6      |        |  |  |  |
| Liste du parti socialiste SFIO                                               |                       |                        | 6 984        | 15,09        | 6      |        |  |  |  |
|                                                                              | ?                     | Rad.soc.               | 918          | 1,98         | 0      |        |  |  |  |
| Liste de regroupement radical-socialiste et de défense laïque                |                       |                        | 918          | 1,98         | 0      |        |  |  |  |
|                                                                              |                       |                        |              |              |        |        |  |  |  |
| Inscrits                                                                     | Inscrits              | Inscrits               | 67 415       | 100,00       |        |        |  |  |  |
| Abstentions                                                                  | Abstentions           | Abstentions            | 20 272       | 30,07        |        |        |  |  |  |
| Votants                                                                      | Votants               | Votants                | 47 143       | 69,93        |        |        |  |  |  |
| Nuls                                                                         | Nuls                  | Nuls                   | 872          | 1,29         |        |        |  |  |  |
| Exprimés                                                                     | Exprimés              | Exprimés               | 46 271       | 68,63        |        |        |  |  |  |
| * Liste du maire sortant                                                     |                       |                        |              |              |        |        |  |  |  |

## Élections cantonales et départementales
| Avant 1973     | Rennes-Nord-Est • Rennes-Nord-Ouest • Rennes-Sud-Est • Rennes-Sud-Ouest |  |  |  |  |  |  |  |  |
|                | |  |  |  |  |  |  |  |  |
| De 1973 à 1985 | Rennes-I • Rennes-II • Rennes-III • Rennes-IV • Rennes-V • Rennes-VI • Rennes-VII • Rennes-VIII • Rennes-IX • Rennes-X                                                                             |  |  |  |  |  |  |  |  |
|                | |  |  |  |  |  |  |  |  |
| De 1985 à 2015 | Rennes-Bréquigny • Rennes-Centre • Rennes-Centre-Ouest • Rennes-Centre-Sud • Rennes-Est • Rennes-le-Blosne • Rennes-Nord • Rennes-Nord-Est • Rennes-Nord-Ouest • Rennes-Sud-Est • Rennes-Sud-Ouest |  |  |  |  |  |  |  |  |
|                | |  |  |  |  |  |  |  |  |
| Depuis 2015    | Rennes-1 • Rennes-2 • Rennes-3 • Rennes-4 • Rennes-5 • Rennes-6 |  |  |  |  |  |  |  |  |
|                | |  |  |  |  |  |  |  |  |

### Élections départementales de 2021
|          |                   |       |       |                          |       |       |  |  |  |
| Canton   | Élu 1             | Parti | Parti | Élu 2                    | Parti | Parti |  |  |  |
| Rennes-1 | Marc Hervé        |       | PS    | Emmanuelle Rousset       |       | PS    |  |  |  |
| Rennes-2 | Marion Le Frène   |       | EELV  | Denez Marchand           |       | UDB   |  |  |  |
| Rennes-3 | Jeanne Larue      |       | EELV  | Nicolas Perrin           |       | EELV  |  |  |  |
| Rennes-4 | Sylvie Quilan     |       | EELV  | Yann Soulabaille         |       | EELV  |  |  |  |
| Rennes-5 | Olwen Dénès       |       | EELV  | Caroline Roger-Moigneu   |       | EELV  |  |  |  |
| Rennes-6 | Jean-Paul Guidoni |       | EELV  | Régine Komokoli-Nakoafio |       | EELV  |  |  |  |

### Élections départementales de 2015
|          |                                |       |             |                      |       |       |  |  |  |
| Canton   | Élu 1                          | Parti | Parti       | Élu 2                | Parti | Parti |  |  |  |
| Rennes-1 | Marc Hervé                     |       | PS          | Emmanuelle Rousset   |       | PS    |  |  |  |
| Rennes-2 | Damien Bongart (dém.)          |       | PS puis G·s | Catherine Debroise   |       | PS    |  |  |  |
| Rennes-2 | Daniel Heurtault               |       | PS          | Catherine Debroise   |       | PS    |  |  |  |
| Rennes-3 | Frédéric Bourcier              |       | PS          | Béatrice Hakni-Robin |       | PS    |  |  |  |
| Rennes-4 | Muriel Condolf-Ferec           |       | PS          | Didier Le Bougeant   |       | PS    |  |  |  |
| Rennes-5 | Gaëlle Andro                   |       | PS puis G·s | Marcel Rogemont      |       | PS    |  |  |  |
| Rennes-6 | François André (†) Loïc Le Fur |       | PS          | Véra Briand          |       | PS    |  |  |  |

### Élections cantonales de 2011
|                              |                     |                              |       |  |  |  |  |  |  |
| Canton                       | Canton              | Conseiller général           | Parti |  |  |  |  |  |  |
|                              | Rennes-Centre       | Didier Le Bougeant *         | PS    |  |  |  |  |  |  |
|                              | Rennes-Centre-Ouest | Marcel Rogemont *            | PS    |  |  |  |  |  |  |
|                              | Rennes-Est          | Clotilde Tascon-Mennetrier * | PS    |  |  |  |  |  |  |
|                              | Rennes-le-Blosne    | Frédéric Bourcier            | PS    |  |  |  |  |  |  |
|                              | Rennes-Nord         | Marc Hervé                   | PS    |  |  |  |  |  |  |
|                              | Rennes-Sud-Est      | Mireille Massot *            | PS    |  |  |  |  |  |  |
| * Conseiller général sortant |                     |                              |       |  |  |  |  |  |  |

### Élections cantonales de 2008
|                              |                   |                    |          |  |  |  |  |  |  |
| Canton                       | Canton            | Conseiller général | Parti    |  |  |  |  |  |  |
|                              | Rennes-Bréquigny  | François Richou *  | PS diss. |  |  |  |  |  |  |
|                              | Rennes-Centre-Sud | Jeannine Huon *    | PS       |  |  |  |  |  |  |
|                              | Rennes-Nord-Est   | Yves Préault *     | PS       |  |  |  |  |  |  |
|                              | Rennes-Nord-Ouest | François André     | PS       |  |  |  |  |  |  |
|                              | Rennes-Sud-Ouest  | Gaëlle Andro       | PS       |  |  |  |  |  |  |
| * Conseiller général sortant |                   |                    |          |  |  |  |  |  |  |

### Élections cantonales de 2004
|                              |                     |                              |       |  |  |  |  |  |  |
| Canton                       | Canton              | Conseiller général           | Parti |  |  |  |  |  |  |
|                              | Rennes-Centre       | Didier Le Bougeant           | PS    |  |  |  |  |  |  |
|                              | Rennes-Centre-Ouest | Marcel Rogemont *            | PS    |  |  |  |  |  |  |
|                              | Rennes-Est          | Clotilde Tascon-Mennetrier * | PS    |  |  |  |  |  |  |
|                              | Rennes-le-Blosne    | Jean Normand *               | PS    |  |  |  |  |  |  |
|                              | Rennes-Nord         | Martial Gabillard *          | PS    |  |  |  |  |  |  |
|                              | Rennes-Sud-Est      | Mireille Massot *            | PS    |  |  |  |  |  |  |
| * Conseiller général sortant |                     |                              |       |  |  |  |  |  |  |

### Élections cantonales de 2001
|                              |                   |                    |       |  |  |  |  |  |  |
| Canton                       | Canton            | Conseiller général | Parti |  |  |  |  |  |  |
|                              | Rennes-Bréquigny  | François Richou *  | PS    |  |  |  |  |  |  |
|                              | Rennes-Centre-Sud | Jeannine Huon *    | PS    |  |  |  |  |  |  |
|                              | Rennes-Nord-Est   | Yves Préault *     | PS    |  |  |  |  |  |  |
|                              | Rennes-Nord-Ouest | Philippe Rouault   | UDF   |  |  |  |  |  |  |
|                              | Rennes-Sud-Ouest  | Daniel Delaveau *  | PS    |  |  |  |  |  |  |
| * Conseiller général sortant |                   |                    |       |  |  |  |  |  |  |

### Élections cantonales de 1998
|                              |                     |                            |       |  |  |  |  |  |  |
| Canton                       | Canton              | Conseiller général         | Parti |  |  |  |  |  |  |
|                              | Rennes-Centre       | Claude Champaud *          | RPR   |  |  |  |  |  |  |
|                              | Rennes-Centre-Ouest | Marcel Rogemont            | PS    |  |  |  |  |  |  |
|                              | Rennes-Est          | Clotilde Tascon-Mennetrier | PS    |  |  |  |  |  |  |
|                              | Rennes-le-Blosne    | Jean Normand *             | PS    |  |  |  |  |  |  |
|                              | Rennes-Nord         | Martial Gabillard          | PS    |  |  |  |  |  |  |
|                              | Rennes-Sud-Est      | Mireille Massot            | PS    |  |  |  |  |  |  |
| * Conseiller général sortant |                     |                            |       |  |  |  |  |  |  |

### Élections cantonales de 1994
|                              |                   |                    |         |  |  |  |  |  |  |
| Canton                       | Canton            | Conseiller général | Parti   |  |  |  |  |  |  |
|                              | Rennes-Bréquigny  | François Richou *  | PS      |  |  |  |  |  |  |
|                              | Rennes-Centre-Sud | Jeannine Huon *    | PS      |  |  |  |  |  |  |
|                              | Rennes-Nord-Est   | Régine Brissot     | UDF-CDS |  |  |  |  |  |  |
|                              | Rennes-Nord-Ouest | Frédéric Venien *  | PS      |  |  |  |  |  |  |
|                              | Rennes-Sud-Ouest  | Daniel Delaveau    | PS      |  |  |  |  |  |  |
| * Conseiller général sortant |                   |                    |         |  |  |  |  |  |  |

### Élections cantonales de 1992
|                              |                     |                      |         |  |  |  |  |  |  |
| Canton                       | Canton              | Conseiller général   | Parti   |  |  |  |  |  |  |
|                              | Rennes-Centre       | Claude Champaud *    | RPR     |  |  |  |  |  |  |
|                              | Rennes-Centre-Ouest | Yves Fréville *      | UDF-CDS |  |  |  |  |  |  |
|                              | Rennes-Est          | Bernard Billard      | UDF-CDS |  |  |  |  |  |  |
|                              | Rennes-le-Blosne    | Jean Normand *       | PS      |  |  |  |  |  |  |
|                              | Rennes-Nord         | Stéphane Jambois     | UDF-CDS |  |  |  |  |  |  |
|                              | Rennes-Sud-Est      | Jean-Pierre Dagorn * | UDF-PR  |  |  |  |  |  |  |
| * Conseiller général sortant |                     |                      |         |  |  |  |  |  |  |

### Élections cantonales de 1988
|                              |                   |                       |       |  |  |  |  |  |  |
| Canton                       | Canton            | Conseiller général    | Parti |  |  |  |  |  |  |
|                              | Rennes-Bréquigny  | François Richou *     | PS    |  |  |  |  |  |  |
|                              | Rennes-Centre-Sud | Jeannine Huon         | PS    |  |  |  |  |  |  |
|                              | Rennes-Nord       | Paul Ruaudel          | DVD   |  |  |  |  |  |  |
|                              | Rennes-Nord-Est   | Jean-Michel Boucheron | PS    |  |  |  |  |  |  |
|                              | Rennes-Nord-Ouest | Frédéric Venien *     | PS    |  |  |  |  |  |  |
|                              | Rennes-Sud-Ouest  | Georges Cano *        | PS    |  |  |  |  |  |  |
| * Conseiller général sortant |                   |                       |       |  |  |  |  |  |  |

### Élections cantonales de 1985
|                              |                     |                    |         |  |  |  |  |  |  |
| Canton                       | Canton              | Conseiller général | Parti   |  |  |  |  |  |  |
|                              | Rennes-Centre       | Claude Champaud    | RPR     |  |  |  |  |  |  |
|                              | Rennes-Centre-Ouest | Yves Fréville      | UDF-CDS |  |  |  |  |  |  |
|                              | Rennes-Est          | Roger Belliard *   | DVD     |  |  |  |  |  |  |
|                              | Rennes-le-Blosne    | Jean Normand *     | PS      |  |  |  |  |  |  |
|                              | Rennes-Sud-Est      | Jean-Pierre Dagorn | UDF-PR  |  |  |  |  |  |  |
| * Conseiller général sortant |                     |                    |         |  |  |  |  |  |  |

### Élections cantonales de 1982
|                              |            |                         |       |  |  |  |  |  |  |
| Canton                       | Canton     | Conseiller général      | Parti |  |  |  |  |  |  |
|                              | Rennes-III | Frédéric Vénien         | PS    |  |  |  |  |  |  |
|                              | Rennes-IV  | Jacques Cressard *      | RPR   |  |  |  |  |  |  |
|                              | Rennes-V   | Jean-Michel Boucheron * | PS    |  |  |  |  |  |  |
|                              | Rennes-IX  | Albert Renouf *         | PS    |  |  |  |  |  |  |
|                              | Rennes-X   | Georges Cano *          | PS    |  |  |  |  |  |  |
| * Conseiller général sortant |            |                         |       |  |  |  |  |  |  |

### Élections cantonales de 1979
|                              |             |                       |       |  |  |  |  |  |  |
| Canton                       | Canton      | Conseiller général    | Parti |  |  |  |  |  |  |
|                              | Rennes-I    | François Le Douarec   | RPR   |  |  |  |  |  |  |
|                              | Rennes-II   | Georges Brand *       | CDS   |  |  |  |  |  |  |
|                              | Rennes-VI   | Roger Belliard *      | DVD   |  |  |  |  |  |  |
|                              | Rennes-VII  | Michel Phlipponneau * | PS    |  |  |  |  |  |  |
|                              | Rennes-VIII | Rémi Coudron          | PS    |  |  |  |  |  |  |
| * Conseiller général sortant |             |                       |       |  |  |  |  |  |  |

### Élections cantonales de 1976
|                              |            |                       |       |  |  |  |  |  |  |
| Canton                       | Canton     | Conseiller général    | Parti |  |  |  |  |  |  |
|                              | Rennes-III | Edmond Hervé *        | PS    |  |  |  |  |  |  |
|                              | Rennes-IV  | Jacques Cressard *    | UDR   |  |  |  |  |  |  |
|                              | Rennes-V   | Jean-Michel Boucheron | PS    |  |  |  |  |  |  |
|                              | Rennes-IX  | Albert Renouf         | PS    |  |  |  |  |  |  |
|                              | Rennes-X   | Georges Cano *        | PS    |  |  |  |  |  |  |
| * Conseiller général sortant |            |                       |       |  |  |  |  |  |  |

### Élections cantonales de 1973
|                              |             |                       |            |  |  |  |  |  |  |
| Canton                       | Canton      | Conseiller général    | Parti      |  |  |  |  |  |  |
|                              | Rennes-I    | Henri Jouault         | CNIP       |  |  |  |  |  |  |
|                              | Rennes-II   | Georges Brand *       | CD         |  |  |  |  |  |  |
|                              | Rennes-III  | Edmond Hervé          | PS         |  |  |  |  |  |  |
|                              | Rennes-IV   | Jacques Cressard      | UDR        |  |  |  |  |  |  |
|                              | Rennes-VI   | Roger Belliard        | DVD (Mod.) |  |  |  |  |  |  |
|                              | Rennes-VII  | Michel Phliponneau    | PS         |  |  |  |  |  |  |
|                              | Rennes-VIII | François Le Douarec * | UDR        |  |  |  |  |  |  |
|                              | Rennes-X    | Georges Cano          | PS         |  |  |  |  |  |  |
| * Conseiller général sortant |             |                       |            |  |  |  |  |  |  |

### Élections cantonales de 1970
|                              |                 |                    |       |  |  |  |  |  |  |
| Canton                       | Canton          | Conseiller général | Parti |  |  |  |  |  |  |
|                              | Rennes-Nord-Est | Henri Fréville *   | CD    |  |  |  |  |  |  |
|                              | Rennes-Sud-Est  | Henri Garnier *    | CD    |  |  |  |  |  |  |
| * Conseiller général sortant |                 |                    |       |  |  |  |  |  |  |

### Élections cantonales de 1967
|                              |                   |                    |       |  |  |  |  |  |  |
| Canton                       | Canton            | Conseiller général | Parti |  |  |  |  |  |  |
|                              | Rennes-Nord-Ouest | Georges Brand *    | DVD   |  |  |  |  |  |  |
|                              | Rennes-Sud-Ouest  | François Joly *    | UD-Ve |  |  |  |  |  |  |
| * Conseiller général sortant |                   |                    |       |  |  |  |  |  |  |

## Élections régionales

### Élections régionales de 2021
| Tête de liste                  | Tête de liste            | Liste                                         | Premier tour | Premier tour | Second tour | Second tour |
| Tête de liste                  | Tête de liste            | Liste                                         | Voix         | %            | Voix        | %           |
| ------------------------------ | ------------------------ | --------------------------------------------- | ------------ | ------------ | ----------- | ----------- |
|                                | Claire Desmares-Poirrier | EÉLV - UDB - GÉ - ND - BÉ - G·s - LRDG - ESNT | 10 408       | 26,10        | 14 731      | 36,48       |
|                                | Loïg Chesnais-Girard     | PS - PRG - PCF - MR - CÉ - PLB - AE           | 8 266        | 20,73        | 11 789      | 29,20       |
|                                | Daniel Cueff             | ECO                                           | 3 044        | 7,63         | 11 789      | 29,20       |
|                                | Isabelle Le Callennec    | LR - SL - LC - LMR -BE - EAB                  | 4 511        | 11,31        | 6 195       | 15,34       |
|                                | Marie-Pierre Vedrenne    | LREM - TdP - MoDem - UDI - Agir - Volt        | 5 382        | 13,50        | 5 002       | 12,39       |
|                                | Hélène Mocquard          | LFI - PG - GRS                                | 3 432        | 8,61         |             |             |
|                                | Gilles Pennelle          | RN - LDP - PL - LAF                           | 3 143        | 7,88         | 2 659       | 6,59        |
|                                | Valérie Hamon            | LO                                            | 812          | 2,04         |             |             |
|                                | Mathieu Guihard          | PB                                            | 274          | 0,69         |             |             |
|                                | Caroline Delestre        | DLF                                           | 269          | 0,67         |             |             |
|                                | Kamel Elahiar            | UDMF                                          | 209          | 0,52         |             |             |
|                                | Yves Abily               | SE                                            | 68           | 0,17         |             |             |
|                                | Fabien Pedezert          | VPF - RN diss.                                | 59           | 0,15         |             |             |
|                                |                          |                                               |              |              |             |             |
| Inscrits                       | Inscrits                 | Inscrits                                      | 117 195      | 100,00       | 117 209     | 100,00      |
| Abstentions                    | Abstentions              | Abstentions                                   | 76 447       | 65,23        | 75 865      | 64,73       |
| Votants                        | Votants                  | Votants                                       | 40 748       | 34,77        | 41 344      | 35,27       |
| Blancs                         | Blancs                   | Blancs                                        | 448          | 1,10         | 509         | 1,23        |
| Nuls                           | Nuls                     | Nuls                                          | 423          | 1,04         | 459         | 1,11        |
| Exprimés                       | Exprimés                 | Exprimés                                      | 39 877       | 97,86        | 40 376      | 97,66       |
| Têtes de liste départementales |                          |                                               |              |              |             |             |

### Élections régionales de 2015
|                                | Loïg Chesnais-Girard  | PS - PCF - PRG - DVG - ECO | 20 641  | 40,11  | 34 233  | 63,08  |  |  |
|                                | Bernard Marboeuf      | UDI - LR - MoDem           | 10 426  | 20,26  | 14 009  | 25,81  |  |  |
|                                | Marie-Pascale Deleume | EÉLV - BÉ                  | 6 698   | 13,01  |         |        |  |  |
|                                | Gilles Pennelle       | FN                         | 5 746   | 11,16  | 6 027   | 11,11  |  |  |
|                                | Sylvie Larue          | FG                         | 3 419   | 6,64   |         |        |  |  |
|                                | Daniel Cueff          | MBP - UDB                  | 1 532   | 2,98   |         |        |  |  |
|                                | Jean-Jacques Foucher  | DLF                        | 1 365   | 2,65   |         |        |  |  |
|                                | Valérie Hamon         | LO                         | 754     | 1,47   |         |        |  |  |
|                                | Barbara Silard        | UPR                        | 396     | 0,77   |         |        |  |  |
|                                | Gael Roblin           | Breizhistance              | 273     | 0,53   |         |        |  |  |
|                                | Olivier Berthelot     | PB - Indép.                | 217     | 0,42   |         |        |  |  |
|                                |                       |                            |         |        |         |        |  |  |
| Inscrits                       | Inscrits              | Inscrits                   | 115 066 | 100,00 | 115 062 | 100,00 |  |  |
| Abstentions                    | Abstentions           | Abstentions                | 62 110  | 53,98  | 57 205  | 49,72  |  |  |
| Votants                        | Votants               | Votants                    | 52 956  | 46,02  | 57 857  | 50,28  |  |  |
| Blancs                         | Blancs                | Blancs                     | 895     | 1,69   | 2 417   | 4,18   |  |  |
| Nuls                           | Nuls                  | Nuls                       | 594     | 1,12   | 1 171   | 2,02   |  |  |
| Exprimés                       | Exprimés              | Exprimés                   | 51 467  | 97,19  | 54 269  | 93,80  |  |  |
| Têtes de liste départementales |                       |                            |         |        |         |        |  |  |

### Élections régionales de 2010
|                                | Sylvie Robert       | PS - PCF - BÉ                    | 20 795  | 39,68  | 28 465  | 50,54  |  |  |
|                                | Dominique de Legge  | UMP - NC - AC - LGM - CPNT - MPF | 11 060  | 21,10  | 14 970  | 26,58  |  |  |
|                                | Guy Hascoët         | EÉ (Les Verts - UDB - PRG)       | 9 413   | 17,96  | 12 889  | 22,88  |  |  |
|                                | Aurélien Lamercerie | PG - PCF min. - FASE - GU - DVG  | 2 530   | 4,83   |         |        |  |  |
|                                | Grégoire Le Blond   | MoDem                            | 2 489   | 4,75   |         |        |  |  |
|                                | Cédric Abdilla      | FN                               | 2 365   | 4,51   |         |        |  |  |
|                                | Françoise Dubu      | NPA - AdOC - MOC - PG diss.      | 1 522   | 2,90   |         |        |  |  |
|                                | Émile Granville     | PB - AEI - DVG                   | 948     | 1,81   |         |        |  |  |
|                                | Valérie Hamon       | LO                               | 715     | 1,36   |         |        |  |  |
|                                | Alexandre Noury     | S&P                              | 375     | 0,72   |         |        |  |  |
|                                | Christine Lairy     | Div. agrarisme                   | 194     | 0,37   |         |        |  |  |
|                                |                     |                                  |         |        |         |        |  |  |
| Inscrits                       | Inscrits            | Inscrits                         | 116 084 | 100,00 | 116 084 | 100,00 |  |  |
| Abstentions                    | Abstentions         | Abstentions                      | 62 407  | 53,76  | 58 068  | 50,02  |  |  |
| Votants                        | Votants             | Votants                          | 53 677  | 46,24  | 58 016  | 49,98  |  |  |
| Blancs ou nuls                 | Blancs ou nuls      | Blancs ou nuls                   | 1 271   | 2,37   | 1 692   | 2,92   |  |  |
| Exprimés                       | Exprimés            | Exprimés                         | 52 406  | 97,63  | 56 324  | 97,08  |  |  |
| Têtes de liste départementales |                     |                                  |         |        |         |        |  |  |

### Élections régionales de 2004
|                                | Sylvie Robert          | PS - PCF - PRG  | 30 080  | 46,22  | 45 601  | 66,75  |  |  |  |
|                                | Pascale Loget          | Les Verts - UDB | 7 281   | 11,19  | 45 601  | 66,75  |  |  |  |
|                                | Marie-Thérèse Boisseau | UMP             | 13 655  | 20,90  | 22 716  | 33,25  |  |  |  |
|                                | Bernard Marboeuf       | UDF             | 5 699   | 8,76   | 22 716  | 33,25  |  |  |  |
|                                | Brigitte Neveux        | FN              | 3 873   | 5,95   |         |        |  |  |  |
|                                | Raymond Madec          | LCR - LO        | 3 828   | 5,88   |         |        |  |  |  |
|                                | Lionel David           | MNR             | 671     | 1,03   |         |        |  |  |  |
|                                |                        |                 |         |        |         |        |  |  |  |
| Inscrits                       | Inscrits               | Inscrits        | 110 225 | 100,00 | 110 222 | 100,00 |  |  |  |
| Abstentions                    | Abstentions            | Abstentions     | 42 911  | 38,93  | 39 433  | 35,78  |  |  |  |
| Votants                        | Votants                | Votants         | 67 314  | 61,07  | 70 789  | 64,22  |  |  |  |
| Blancs ou nuls                 | Blancs ou nuls         | Blancs ou nuls  | 2 227   | 3,31   | 2 472   | 3,49   |  |  |  |
| Exprimés                       | Exprimés               | Exprimés        | 65 087  | 96,69  | 68 317  | 96,51  |  |  |  |
| Têtes de liste départementales |                        |                 |         |        |         |        |  |  |  |

### Élections régionales de 1998
|                                | Jean-Michel Boucheron  | PS - PCF - Les Verts - MRV | 24 476  | 44,36  |  |  |
|                                | Marie-Thérèse Boisseau | UDF - RPR - GÉ             | 13 702  | 24,84  |  |  |
|                                | Pierre Maugendre       | FN                         | 4 416   | 8,00   |  |  |
|                                | Auguste Génovèse       | UDF diss.                  | 3 041   | 5,51   |  |  |
|                                | Raymond Madec          | LO                         | 2 406   | 4,36   |  |  |
|                                | Paul Renaud            | DVE                        | 1 623   | 2,94   |  |  |
|                                | Henri Gourmelen        | UDB                        | 1 212   | 2,20   |  |  |
|                                | Jacques Ars            | SE (RUT)                   | 1 021   | 1,85   |  |  |
|                                | Yves Juin              | LCR                        | 874     | 1,58   |  |  |
|                                | Gilles Guéguen         | SE (Chômeurs)              | 856     | 1,55   |  |  |
|                                | Yves Le Roux           | DVE (CRBÉ)                 | 576     | 1,04   |  |  |
|                                | Guy Caro               | REG                        | 533     | 0,97   |  |  |
|                                | Raymond Marie          | CPNT                       | 434     | 0,79   |  |  |
|                                |                        |                            |         |        |  |  |
| Inscrits                       | Inscrits               | Inscrits                   | 113 160 | 100,00 |  |  |
| Abstentions                    | Abstentions            | Abstentions                | 56 314  | 49,76  |  |  |
| Votants                        | Votants                | Votants                    | 56 846  | 50,24  |  |  |
| Blancs ou nuls                 | Blancs ou nuls         | Blancs ou nuls             | 1 676   | 2,95   |  |  |
| Exprimés                       | Exprimés               | Exprimés                   | 55 170  | 97,05  |  |  |
| Têtes de liste départementales |                        |                            |         |        |  |  |

### Élections régionales de 1992
|          | Yvon Bourges       | UPF (RPR - UDF) | 23 364  | 35,11  |  |  |
|          | Jacques Faucheux   | PS              | 14 641  | 22,00  |  |  |
|          | Paul Renaud        | GÉ              | 8 218   | 12,35  |  |  |
|          | Jean-Louis Merrien | Les Verts       | 6 528   | 9,81   |  |  |
|          | Pierre Maugendre   | FN              | 5 984   | 8,99   |  |  |
|          | Paul Lespagnol     | PCF             | 3 264   | 4,90   |  |  |
|          | René Madec         | LO              | 1 378   | 2,07   |  |  |
|          | Jean Duchet        | UDB app.        | 1 298   | 1,95   |  |  |
|          | Louis Chopier      | DVG             | 1 202   | 1,81   |  |  |
|          | Henri Lécuyer      | CRB             | 676     | 1,02   |  |  |
|          |                    |                 |         |        |  |  |
| Inscrits | Inscrits           | Inscrits        | 116 218 | 100,00 |  |  |
| Votants  | Votants            | Votants         | 69 323  | 59,65  |  |  |
| Exprimés | Exprimés           | Exprimés        | 66 552  | 57,26  |  |  |

## Élections législatives
| De 1857 à 1870                                            | Circonscription de Rennes (Rennes-Nord-Est, Rennes-Nord-Ouest, Rennes-Sud-Est, Rennes-Sud-Ouest) |
| De 1876 à 1919                                            | 1re circonscription de Rennes (Rennes-Nord-Est, Rennes-Nord-Ouest, Rennes-Sud-Est, Rennes-Sud-Ouest) |
| De 1928 à 1940                                            | 1re circonscription de Rennes (Rennes-Nord-Est, Rennes-Nord-Ouest) 2e circonscription de Rennes (Rennes-Sud-Est, Rennes-Sud-Ouest) |
| De 1958 à 1986                                            | 1re circonscription (Rennes-Nord-Est, Rennes-Nord-Ouest) 2e circonscription (Rennes-Sud-Est, Rennes-Sud-Ouest) |
| De 1986 à 1988                                            | Circonscription départementale unique (élection au scrutin proportionnel) |
| De 1988 à 2012                                            | 1re circonscription (Rennes-le-Blosne, Rennes-Bréquigny, Rennes-Centre-Sud, Rennes-Sud-Est, Rennes-Sud-Ouest) 2e circonscription (Rennes-Centre, Rennes-Nord, Rennes-Nord-Est) 3e circonscription (Rennes-Centre-Ouest, Rennes-Nord-Ouest) 5e circonscription (Rennes-Est) |
| Depuis 2012                                               | 1re circonscription (Rennes-le-Blosne, Rennes-Bréquigny, Rennes-Centre-Sud, Rennes-Sud-Est) 2e circonscription (Rennes-Est, Rennes-Nord-Est) 3e circonscription (Rennes-Nord-Ouest) 8e circonscription (Rennes-Centre, Rennes-Centre-Ouest, Rennes-Nord, Rennes-Sud-Ouest) |
| Entre parenthèses, cantons rennais de la circonscription. | |

### Élections législatives de 2024
| Circ.                | Élu(e) | Élu(e) | Élu(e)            | Élu(e)     | Élu(e)     | Battu(e) (seconde place) | Battu(e) (seconde place) | Battu(e) (seconde place)        | Battu(e) (seconde place) | Battu(e) (seconde place) | Battu(e) (troisième place) | Battu(e) (troisième place) | Battu(e) (troisième place) | Battu(e) (troisième place) | Battu(e) (troisième place) |
| Circ.                | Parti  | Parti  | Nom               | % Exprimés | % Exprimés | Parti                    | Parti                    | Nom                             | % Exprimés               | % Exprimés               | Parti                      | Parti                      | Nom                        | % Exprimés                 | % Exprimés                 |
| Circ.                | Parti  | Parti  | Nom               | 1er tour   | 2e tour    | Parti                    | Parti                    | Nom                             | 1er tour                 | 2e tour                  | Parti                      | Parti                      | Nom                        | 1er tour                   | 2e tour                    |
| -------------------- | ------ | ------ | ----------------- | ---------- | ---------- | ------------------------ | ------------------------ | ------------------------------- | ------------------------ | ------------------------ | -------------------------- | -------------------------- | -------------------------- | -------------------------- | -------------------------- |
| 1re                  |        | LFI    | Marie Mesmeur     | 53,31      | 57,42      |                          | MoDem                    | Nicolas Boucher                 | 27,08                    | 29,92                    |                            | RN                         | Jeanne Rey du Boissieu     | 12,69                      | 12,66                      |
| 2e                   |        | G·s    | Tristan Lahais    | 52,98      | 56,70      |                          | RE                       | Laurence Maillart-Méhaignerie * | 27,30                    | 31,65                    |                            | RN                         | Bérénice Vanhaecke         | 12,37                      | 11,65                      |
| 3e                   |        | PS     | Claudia Rouaux *  | 65,87      | 70,48      |                          | HOR                      | Charlotte Faillé                | 15,75                    | 16,37                    |                            | RN                         | Virginie d'Orsanne         | 12,99                      | 13,15                      |
| 8e                   |        | PS     | Mickaël Bouloux * | 58,25      |            |                          | RE                       | Hermine Mauzé                   | 24,52                    |                          |                            |                            |                            |                            |                            |
| * Député-e sortant-e |        |        |                   |            |            |                          |                          |                                 |                          |                          |                            |                            |                            |                            |                            |

### Élections législatives de 2022
| Circ.                | Élu(e) | Élu(e) | Élu(e)                          | Élu(e)     | Élu(e)     | Battu(e) | Battu(e) | Battu(e)            | Battu(e)   | Battu(e)   |
| Circ.                | Parti  | Parti  | Nom                             | % Exprimés | % Exprimés | Parti    | Parti    | Nom                 | % Exprimés | % Exprimés |
| Circ.                | Parti  | Parti  | Nom                             | 1er tour   | 2e tour    | Parti    | Parti    | Nom                 | 1er tour   | 2e tour    |
| -------------------- | ------ | ------ | ------------------------------- | ---------- | ---------- | -------- | -------- | ------------------- | ---------- | ---------- |
| 1re                  |        | LFI    | Frédéric Mathieu                | 48,42      | 60,08      |          | LREM     | Hind Saoud          | 27,87      | 39,92      |
| 2e                   |        | LREM   | Laurence Maillart-Méhaignerie * | 34,56      | 43,92      |          | G·s      | Tristan Lahais      | 48,53      | 56,08      |
| 3e                   |        | PS     | Claudia Rouaux *                | 56,66      | 71,29      |          | PRV      | Christophe Martins  | 20,17      | 28,71      |
| 8e                   |        | PS     | Mickaël Bouloux                 | 50,37      | 60,90      |          | LREM     | Florian Bachelier * | 30,12      | 39,10      |
| * Député-e sortant-e |        |        |                                 |            |            |          |          |                     |            |            |

### Élections législatives de 2017
| Circ.                | Élu(e) | Élu(e)          | Élu(e)                        | Élu(e)     | Élu(e)     | Battu(e) | Battu(e) | Battu(e)          | Battu(e)   | Battu(e)   |
| Circ.                | Parti  | Parti           | Nom                           | % Exprimés | % Exprimés | Parti    | Parti    | Nom               | % Exprimés | % Exprimés |
| Circ.                | Parti  | Parti           | Nom                           | 1er tour   | 2e tour    | Parti    | Parti    | Nom               | 1er tour   | 2e tour    |
| -------------------- | ------ | --------------- | ----------------------------- | ---------- | ---------- | -------- | -------- | ----------------- | ---------- | ---------- |
| 1re                  |        | LREM            | Mustapha Laabid               | 32,56      | 61,85      |          | UDI      | Grégoire Le Blond | 11,91      | 38,15      |
| 2e                   |        | MoDem           | Laurence Maillart-Méhaignerie | 39,19      | 70,24      |          | LR       | Bertrand Plouvier | 12,98      | 29,76      |
| 3e                   |        | DVG (app. LREM) | François André *              | 42,81      | 73,59      |          | LR       | Mélina Parmentier | 8,53       | 26,41      |
| 8e                   |        | LREM            | Florian Bachelier             | 39,15      | 59,20      |          | LFI      | Enora Le Pape     | 15,49      | 40,80      |
| * Député-e sortant-e |        |                 |                               |            |            |          |          |                   |            |            |

### Élections législatives de 2012
| Circ.                | Élu(e) | Élu(e) | Élu(e)                 | Élu(e)     | Élu(e)     | Battu(e) | Battu(e) | Battu(e)          | Battu(e)   | Battu(e)   |
| Circ.                | Parti  | Parti  | Nom                    | % Exprimés | % Exprimés | Parti    | Parti    | Nom               | % Exprimés | % Exprimés |
| Circ.                | Parti  | Parti  | Nom                    | 1er tour   | 2e tour    | Parti    | Parti    | Nom               | 1er tour   | 2e tour    |
| -------------------- | ------ | ------ | ---------------------- | ---------- | ---------- | -------- | -------- | ----------------- | ---------- | ---------- |
| 1re                  |        | PS     | Marie-Anne Chapdelaine | 35,28      | 72,15      |          | AC       | Grégoire Le Blond | 16,49      | 27,85      |
| 2e                   |        | PS     | Nathalie Appéré        | 46,92      | 64,85      |          | UMP      | Bertrand Plouvier | 29,42      | 35,15      |
| 3e                   |        | PS     | François André         | 50,51      | 73,43      |          | UMP      | Philippe Rouault  | 19,54      | 26,57      |
| 8e                   |        | PS     | Marcel Rogemont *      | 44,89      | 65,85      |          | UMP      | Bruno Chavanat    | 26,87      | 34,15      |
| * Député-e sortant-e |        |        |                        |            |            |          |          |                   |            |            |

### Élections législatives de 2007
| Circ.                | Élu(e) | Élu(e)   | Élu(e)                  | Élu(e)     | Élu(e)     | Battu(e) | Battu(e) | Battu(e)                   | Battu(e)   | Battu(e)   |
| Circ.                | Parti  | Parti    | Nom                     | % Exprimés | % Exprimés | Parti    | Parti    | Nom                        | % Exprimés | % Exprimés |
| Circ.                | Parti  | Parti    | Nom                     | 1er tour   | 2e tour    | Parti    | Parti    | Nom                        | 1er tour   | 2e tour    |
| -------------------- | ------ | -------- | ----------------------- | ---------- | ---------- | -------- | -------- | -------------------------- | ---------- | ---------- |
| 1re                  |        | PS       | Jean-Michel Boucheron * | 43,47      | 67,20      |          | UMP      | Marie Louis                | 20,83      | 32,80      |
| 2e                   |        | PS       | Philippe Tourtelier *   | 37,02      | 57,37      |          | UMP      | Loïck Le Brun              | 35,84      | 42,63      |
| 3e                   |        | PS diss. | Marcel Rogemont         | 25,45      | 62,58      |          | UMP      | Philippe Rouault *         | 29,53      | 37,42      |
| 5e                   |        | UMP      | Pierre Méhaignerie *    | 32,55      |            |          | PS       | Clotilde Tascon-Mennetrier | 39,65      |            |
| * Député-e sortant-e |        |          |                         |            |            |          |          |                            |            |            |

### Élections législatives de 2002
| Circ.                | Élu(e) | Élu(e) | Élu(e)                  | Élu(e)     | Élu(e)     | Battu(e) | Battu(e) | Battu(e)                   | Battu(e)   | Battu(e)   |
| Circ.                | Parti  | Parti  | Nom                     | % Exprimés | % Exprimés | Parti    | Parti    | Nom                        | % Exprimés | % Exprimés |
| Circ.                | Parti  | Parti  | Nom                     | 1er tour   | 2e tour    | Parti    | Parti    | Nom                        | 1er tour   | 2e tour    |
| -------------------- | ------ | ------ | ----------------------- | ---------- | ---------- | -------- | -------- | -------------------------- | ---------- | ---------- |
| 1re                  |        | PS     | Jean-Michel Boucheron * | 43,98      | 63,44      |          | UMP      | Sophie Simon               | 16,93      | 36,56      |
| 2e                   |        | PS     | Philippe Tourtelier     | 38,05      | 51,90      |          | UDF      | Loïck Le Brun              | 27,29      | 48,10      |
| 3e                   |        | UMP    | Philippe Rouault        | 35,81      | 43,68      |          | PS       | Marcel Rogemont *          | 40,84      | 56,32      |
| 5e                   |        | UMP    | Pierre Méhaignerie *    | 39,35      |            |          | PS       | Clotilde Tascon-Mennetrier | 39,28      |            |
| * Député-e sortant-e |        |        |                         |            |            |          |          |                            |            |            |

### Élections législatives de 1997
| Circ.                | Élu(e) | Élu(e) | Élu(e)                  | Élu(e)     | Élu(e)     | Battu(e) | Battu(e) | Battu(e)                   | Battu(e)   | Battu(e)   |
| Circ.                | Parti  | Parti  | Nom                     | % Exprimés | % Exprimés | Parti    | Parti    | Nom                        | % Exprimés | % Exprimés |
| Circ.                | Parti  | Parti  | Nom                     | 1er tour   | 2e tour    | Parti    | Parti    | Nom                        | 1er tour   | 2e tour    |
| -------------------- | ------ | ------ | ----------------------- | ---------- | ---------- | -------- | -------- | -------------------------- | ---------- | ---------- |
| 1re                  |        | PS     | Jean-Michel Boucheron * | 38,87      | 64,20      |          | UDF      | Jean-Pierre Dagorn         | 24,40      | 35,80      |
| 2e                   |        | PS     | Edmond Hervé            | 35,51      | 53,54      |          | RPR      | Yvon Jacob *               | 29,07      | 46,46      |
| 3e                   |        | PS     | Marcel Rogemont         | 36,44      | 58,99      |          | UDF      | Gérard Pourchet            | 29,60      | 41,01      |
| 5e                   |        | UDF    | Pierre Méhaignerie *    | 32,84      |            |          | PS       | Clotilde Tascon-Mennetrier | 36,34      |            |
| * Député-e sortant-e |        |        |                         |            |            |          |          |                            |            |            |

### Élections législatives de 1993
| Circ.                | Élu(e) | Élu(e)    | Élu(e)                  | Élu(e)     | Élu(e)     | Battu(e) | Battu(e)  | Battu(e)           | Battu(e)   | Battu(e)   |
| Circ.                | Parti  | Parti     | Nom                     | % Exprimés | % Exprimés | Parti    | Parti     | Nom                | % Exprimés | % Exprimés |
| Circ.                | Parti  | Parti     | Nom                     | 1er tour   | 2e tour    | Parti    | Parti     | Nom                | 1er tour   | 2e tour    |
| -------------------- | ------ | --------- | ----------------------- | ---------- | ---------- | -------- | --------- | ------------------ | ---------- | ---------- |
| 1re                  |        | PS        | Jean-Michel Boucheron * | 28,86      | 53,71      |          | UDF (CDS) | Jean-Pierre Dagorn | 33,31      | 46,29      |
| 2e                   |        | RPR       | Yvon Jacob              | 33,33      | 54,76      |          | PS        | Edmond Hervé *     | 25,78      | 45,24      |
| 3e                   |        | UDF (CDS) | Yves Fréville *         | 42,21      | 54,14      |          | PS        | Marcel Rogemont    | 24,25      | 45,86      |
| 5e                   |        | UDF       | Pierre Méhaignerie *    | 42,86      |            |          | PS        | Guy Gerbaud        | 22,82      |            |
| * Député-e sortant-e |        |           |                         |            |            |          |           |                    |            |            |

### Élections législatives de 1988
| Circ.                | Élu(e) | Élu(e)    | Élu(e)                  | Élu(e)     | Élu(e)     | Battu(e) | Battu(e) | Battu(e)           | Battu(e)   | Battu(e)   |
| Circ.                | Parti  | Parti     | Nom                     | % Exprimés | % Exprimés | Parti    | Parti    | Nom                | % Exprimés | % Exprimés |
| Circ.                | Parti  | Parti     | Nom                     | 1er tour   | 2e tour    | Parti    | Parti    | Nom                | 1er tour   | 2e tour    |
| -------------------- | ------ | --------- | ----------------------- | ---------- | ---------- | -------- | -------- | ------------------ | ---------- | ---------- |
| 1re                  |        | PS        | Jean-Michel Boucheron * | 50,82      |            |          | UDF (PR) | Jean-Pierre Dagorn | 30,73      |            |
| 2e                   |        | PS        | Edmond Hervé *          | 42,23      | 51,50      |          | RPR      | Claude Champaud    | 40,08      | 48,50      |
| 3e                   |        | UDF (CDS) | Yves Fréville *         | 42,40      | 42,08      |          | PS       | Marcel Rogemont    | 42,03      | 57,92      |
| 5e                   |        | UDF       | Pierre Méhaignerie *    | 44,59      |            |          | PS       | Guy Gerbaud        | 37,39      |            |
| * Député-e sortant-e |        |           |                         |            |            |          |          |                    |            |            |

### Élections législatives de 1986
| LO    | MPPT  | PCF     | PS    | MRG    | DVG     | UDF         | RPR     | FN    | SE (I86) |
| Madec | Priet | Benoist | Hervé | Tardif | Chopier | Méhaignerie | Cointat | Clerc | Roux     |
| ----- | ----- | ------- | ----- | ------ | ------- | ----------- | ------- | ----- | -------- |
|       |       |         |       |        |         |             |         |       |          |
| 1,03  | 0,44  | 4,52    | 44,61 | 0,49   | 1,03    | 26,62       | 15,76   | 5,10  | 0,34     |

Au niveau départemental, la liste UDF « Pour entreprendre et réussir en Ille-et-Vilaine » conduite par Pierre Méhaignerie arrive en tête.
|                              |                                                                                    |                                                                            |
|                              | Pour entreprendre et réussir en Ille-et-Vilaine Union pour la démocratie française | 3. Yves Fréville (CDS) 6. Jean-Pierre Dagorn (PR) 7. Brigitte Moulin (CDS) |
|                              | Pour une majorité de progrès Parti socialiste                                      | 1. Edmond Hervé 2. Jean-Michel Boucheron                                   |
|                              | Union pour l'Ille-et-Vilaine Rassemblement pour la République                      | 2. Claude Champaud 4. Yves Pottier                                         |
| En gras, député élu ou réélu |                                                                                    |                                                                            |

### Élections législatives de 1981
| Circ.            | Élu(e) | Élu(e) | Élu(e)                | Élu(e)     | Élu(e)     | Battu(e) | Battu(e) | Battu(e)           | Battu(e)   | Battu(e)   |
| Circ.            | Parti  | Parti  | Nom                   | % Exprimés | % Exprimés | Parti    | Parti    | Nom                | % Exprimés | % Exprimés |
| Circ.            | Parti  | Parti  | Nom                   | 1er tour   | 2e tour    | Parti    | Parti    | Nom                | 1er tour   | 2e tour    |
| ---------------- | ------ | ------ | --------------------- | ---------- | ---------- | -------- | -------- | ------------------ | ---------- | ---------- |
| 1re              |        | PS     | Edmond Hervé          | 45,64      | 55,94      |          | RPR      | Jacques Cressard * | 42,34      | 44,05      |
| 2e               |        | PS     | Jean-Michel Boucheron | 48,36      | 63,24      |          | RPR      | André Guillou      | 28,72      | 36,75      |
| * Député sortant |        |        |                       |            |            |          |          |                    |            |            |

### Élections législatives de 1978
| Circ.            | Élu(e) | Élu(e) | Élu(e)                | Élu(e)     | Élu(e)     | Battu(e) | Battu(e) | Battu(e)              | Battu(e)   | Battu(e)   |
| Circ.            | Parti  | Parti  | Nom                   | % Exprimés | % Exprimés | Parti    | Parti    | Nom                   | % Exprimés | % Exprimés |
| Circ.            | Parti  | Parti  | Nom                   | 1er tour   | 2e tour    | Parti    | Parti    | Nom                   | 1er tour   | 2e tour    |
| ---------------- | ------ | ------ | --------------------- | ---------- | ---------- | -------- | -------- | --------------------- | ---------- | ---------- |
| 1re              |        | RPR    | Jacques Cressard *    | 35,17      | 52,05      |          | PS       | Edmond Hervé          | 33,83      | 47,94      |
| 2e               |        | RPR    | François Le Douarec * | 27,15      | 45,48      |          | PS       | Jean-Michel Boucheron | 33,73      | 54,52      |
| * Député sortant |        |        |                       |            |            |          |          |                       |            |            |

### Élections législatives de 1973
| Circ.            | Élu(e) | Élu(e) | Élu(e)                | Élu(e)     | Élu(e)     | Battu(e) | Battu(e) | Battu(e)            | Battu(e)   | Battu(e)   |
| Circ.            | Parti  | Parti  | Nom                   | % Exprimés | % Exprimés | Parti    | Parti    | Nom                 | % Exprimés | % Exprimés |
| Circ.            | Parti  | Parti  | Nom                   | 1er tour   | 2e tour    | Parti    | Parti    | Nom                 | 1er tour   | 2e tour    |
| ---------------- | ------ | ------ | --------------------- | ---------- | ---------- | -------- | -------- | ------------------- | ---------- | ---------- |
| 1re              |        | UDR    | Jacques Cressard *    | 36,73      | 53,83      |          | PS       | Edmond Hervé        | 20,39      | 46,17      |
| 2e               |        | UDR    | François Le Douarec * | 35,65      | 46,39      |          | PS       | Michel Phlipponneau | 26,71      | 53,60      |
| * Député sortant |        |        |                       |            |            |          |          |                     |            |            |

### Élections législatives de 1968
| Circ.            | Élu(e) | Élu(e) | Élu(e)                | Élu(e)     | Élu(e)     | Battu(e) | Battu(e) | Battu(e)            | Battu(e)   | Battu(e)   |
| Circ.            | Parti  | Parti  | Nom                   | % Exprimés | % Exprimés | Parti    | Parti    | Nom                 | % Exprimés | % Exprimés |
| Circ.            | Parti  | Parti  | Nom                   | 1er tour   | 2e tour    | Parti    | Parti    | Nom                 | 1er tour   | 2e tour    |
| ---------------- | ------ | ------ | --------------------- | ---------- | ---------- | -------- | -------- | ------------------- | ---------- | ---------- |
| 1re              |        | UDR    | Jacques Cressard      | 39,95      | 51,79      |          | CD       | Henri Fréville *    | 28,92      | 48,21      |
| 2e               |        | UDR    | François Le Douarec * | 44,04      |            |          | FGDS     | Michel Phlipponneau | 17,15      |            |
| * Député sortant |        |        |                       |            |            |          |          |                     |            |            |

### Élections législatives de 1967
| Circ.            | Élu(e) | Élu(e) | Élu(e)                | Élu(e)     | Élu(e)     | Battu(e) (seconde place) | Battu(e) (seconde place) | Battu(e) (seconde place) | Battu(e) (seconde place) | Battu(e) (seconde place) | Battu(e) (troisième place) | Battu(e) (troisième place) | Battu(e) (troisième place) | Battu(e) (troisième place) | Battu(e) (troisième place) |
| Circ.            | Parti  | Parti  | Nom                   | % Exprimés | % Exprimés | Parti                    | Parti                    | Nom                      | % Exprimés               | % Exprimés               | Parti                      | Parti                      | Nom                        | % Exprimés                 | % Exprimés                 |
| Circ.            | Parti  | Parti  | Nom                   | 1er tour   | 2e tour    | Parti                    | Parti                    | Nom                      | 1er tour                 | 2e tour                  | Parti                      | Parti                      | Nom                        | 1er tour                   | 2e tour                    |
| ---------------- | ------ | ------ | --------------------- | ---------- | ---------- | ------------------------ | ------------------------ | ------------------------ | ------------------------ | ------------------------ | -------------------------- | -------------------------- | -------------------------- | -------------------------- | -------------------------- |
| 1re              |        | CD     | Henri Fréville *      | 37,25      | 37,64      |                          | PSU                      | Charles Foulon           | 20,93                    | 32,16                    |                            | UD-Ve                      | Georges Cordouin           | 28,63                      | 30,19                      |
| 2e               |        | UD-Ve  | François Le Douarec * | 37,24      | 49,33      |                          | FGDS                     | Michel Phlipponneau      | 25,07                    | 50,66                    |                            |                            |                            |                            |                            |
| * Député sortant |        |        |                       |            |            |                          |                          |                          |                          |                          |                            |                            |                            |                            |                            |

### Élections législatives de 1962
| Circ.            | Élu(e) | Élu(e) | Élu(e)              | Élu(e)     | Élu(e)     | Battu(e) (seconde place) | Battu(e) (seconde place) | Battu(e) (seconde place) | Battu(e) (seconde place) | Battu(e) (seconde place) | Battu(e) (troisième place) | Battu(e) (troisième place) | Battu(e) (troisième place) | Battu(e) (troisième place) | Battu(e) (troisième place) |
| Circ.            | Parti  | Parti  | Nom                 | % Exprimés | % Exprimés | Parti                    | Parti                    | Nom                      | % Exprimés               | % Exprimés               | Parti                      | Parti                      | Nom                        | % Exprimés                 | % Exprimés                 |
| Circ.            | Parti  | Parti  | Nom                 | 1er tour   | 2e tour    | Parti                    | Parti                    | Nom                      | 1er tour                 | 2e tour                  | Parti                      | Parti                      | Nom                        | 1er tour                   | 2e tour                    |
| ---------------- | ------ | ------ | ------------------- | ---------- | ---------- | ------------------------ | ------------------------ | ------------------------ | ------------------------ | ------------------------ | -------------------------- | -------------------------- | -------------------------- | -------------------------- | -------------------------- |
| 1re              |        | MRP    | Henri Fréville *    |            |            |                          | UNR                      | André Tanguy             |                          |                          |                            |                            |                            |                            |                            |
| 2e               |        | UNR    | François Le Douarec |            |            |                          | CNIP                     | Henri Jouault *          |                          |                          |                            | PCF                        | Louis Barbé                |                            |                            |
| * Député sortant |        |        |                     |            |            |                          |                          |                          |                          |                          |                            |                            |                            |                            |                            |

### Élections législatives de 1958
| Circ. | Élu(e) | Élu(e) | Élu(e)         | Élu(e)     | Élu(e)     | Battu(e) (seconde place) | Battu(e) (seconde place) | Battu(e) (seconde place) | Battu(e) (seconde place) | Battu(e) (seconde place) | Battu(e) (troisième place) | Battu(e) (troisième place) | Battu(e) (troisième place) | Battu(e) (troisième place) | Battu(e) (troisième place) |
| Circ. | Parti  | Parti  | Nom            | % Exprimés | % Exprimés | Parti                    | Parti                    | Nom                      | % Exprimés               | % Exprimés               | Parti                      | Parti                      | Nom                        | % Exprimés                 | % Exprimés                 |
| Circ. | Parti  | Parti  | Nom            | 1er tour   | 2e tour    | Parti                    | Parti                    | Nom                      | 1er tour                 | 2e tour                  | Parti                      | Parti                      | Nom                        | 1er tour                   | 2e tour                    |
| ----- | ------ | ------ | -------------- | ---------- | ---------- | ------------------------ | ------------------------ | ------------------------ | ------------------------ | ------------------------ | -------------------------- | -------------------------- | -------------------------- | -------------------------- | -------------------------- |
| 1re   |        | MRP    | Henri Fréville | 38,14      | 48,88      |                          | UNR                      | Pierre Morel             | 18,75                    | 37,32                    |                            | PCF                        | René Rio                   | 11,39                      | 13,80                      |
| 2e    |        | CNIP   | Henri Jouault  | 25,86      | 54,17      |                          | SFIO                     | Alexis Le Strat          | 22,22                    | 26,26                    |                            | PCF                        | Émile Guerlavas            | 20,45                      | 19,57                      |

### Élections législatives de 1956
| UP-PCF               | SFIO     | PRRRS     | MRP     | CNIP       | RS         | UFF    | USP      |
| Astier de La Vigerie | Le Strat | Bourgeois | Teitgen | La Chambre | Bénouville | Nerzic | Dorgères |
| -------------------- | -------- | --------- | ------- | ---------- | ---------- | ------ | -------- |
|                      |          |           |         |            |            |        |          |
| 22,53                | 16,65    | 10,83     | 19,65   | 9,21       | 8,71       | 11,44  | 0,98     |

### Élections législatives de 1951
| UP-PCF               | SFIO  | MRP-PRL-RI | CNIP       | RPF        |
| Astier de La Vigerie | Aubry | Teitgen    | La Chambre | Bénouville |
| -------------------- | ----- | ---------- | ---------- | ---------- |
|                      |       |            |            |            |
| 25,37                | 15,98 | 16,83      | 16,28      | 25,53      |

## Référendums
Référendum sur le traité établissant une constitution pour l'Europe
29 mai 2005
| Oui : 44 858 (58,97 %) |  |  | Non : 31 215 (41,03 %) |
| ▲                      |  |  |                        |

Référendum sur le quinquennat présidentiel
24 septembre 2000
| Oui : 20 647 (77,59 %) |  |  | Non : 5 965 (22,41 %) |
| ▲                      |  |  |                       |

Référendum sur le traité de Maastricht
20 septembre 1992
| Oui : 49 856 (69,74 %) |  |  | Non : 21 634 (30,26 %) |
| ▲                      |  |  |                        |

Référendum sur l'autodétermination de la Nouvelle-Calédonie
6 novembre 1988
| Oui : 35 265 (87,91 %) |  |  | Non : 4 852 (12,09 %) |
| ▲                      |  |  |                       |

Référendum sur l'élargissement de la CEE
23 avril 1972
| Oui : 31 981 (75,28 %) |  |  | Non : 10 500 (24,72 %) |
| ▲                      |  |  |                        |

Référendum sur la réforme du Sénat et la régionalisation
27 avril 1969
| Non : 37 533 (52,44 %) |  |  | Oui : 34 041 (47,56 %) |
| ▲                      |  |  |                        |

Référendum sur l'autodétermination de l'Algérie
8 janvier 1961
| Oui : 48 315 (79,71 %) |  |  | Non : 12 295 (20,29 %) |
| ▲                      |  |  |                        |

Référendum constitutionnel de 1958
28 septembre 1958
| Oui : 51 100 (79,94 %) |  |  | Non : 12 820 (20,06 %) |
| ▲                      |  |  |                        |

Référendum constitutionnel de 1945
21 octobre 1945
| Oui : 51 126 (98,46 %) |  |  | Non : 800 (1,54 %) |
| ▲                      |  |  |                    |

| Oui : 36 307 (69,78 %) |  |  | Non : 15 721 (30,22 %) |
| ▲                      |  |  |                        |